# Lista di asteroidi (7001-8000)
Di seguito una lista di asteroidi dal numero 7001 al 8000 con data di scoperta e scopritore.

## 7001-7100
| Nome                | Designazione provvisoria | Data di scoperta  | Scopritore                                             |
| ------------------- | ------------------------ | ----------------- | ------------------------------------------------------ |
| 7001 Noether        | 1955 EH                  | 14 marzo 1955     | Università dell'Indiana                                |
| 7002 Bronshten      | 1971 OV                  | 26 luglio 1971    | N. S. Chernykh                                         |
| 7003 Zoyamironova   | 1976 SZ9                 | 25 settembre 1976 | N. S. Chernykh                                         |
| 7004 Markthiemens   | 1979 OB9                 | 24 luglio 1979    | S. J. Bus                                              |
| 7005 Henninghaack   | 1981 ET25                | 2 marzo 1981      | S. J. Bus                                              |
| 7006 Folco          | 1981 ER31                | 2 marzo 1981      | S. J. Bus                                              |
| 7007 Timjull        | 1981 EK34                | 2 marzo 1981      | S. J. Bus                                              |
| 7008 Pavlov         | 1985 QH5                 | 23 agosto 1985    | N. S. Chernykh                                         |
| 7009 Hume           | 1987 QU1                 | 21 agosto 1987    | E. W. Elst                                             |
| 7010 Locke          | 1987 QH3                 | 28 agosto 1987    | E. W. Elst                                             |
| 7011 Worley         | 1987 SK1                 | 21 settembre 1987 | E. Bowell                                              |
| 7012 Hobbes         | 1988 CH2                 | 11 febbraio 1988  | E. W. Elst                                             |
| 7013 Trachet        | 1988 RS4                 | 1 settembre 1988  | H. Debehogne                                           |
| 7014 Nietzsche      | 1989 GT4                 | 3 aprile 1989     | E. W. Elst                                             |
| 7015 Schopenhauer   | 1990 QC8                 | 16 agosto 1990    | E. W. Elst                                             |
| 7016 Conandoyle     | 1991 YG                  | 30 dicembre 1991  | T. Urata                                               |
| 7017 Uradowan       | 1992 CE2                 | 1 febbraio 1992   | T. Seki                                                |
| 7018 -              | 1992 DF                  | 25 febbraio 1992  | S. Ueda, H. Kaneda                                     |
| 7019 Tagayuichan    | 1992 EM1                 | 8 marzo 1992      | A. Sugie                                               |
| 7020 Yourcenar      | 1992 GR2                 | 4 aprile 1992     | E. W. Elst                                             |
| 7021 Tomiokamachi   | 1992 JN1                 | 6 maggio 1992     | A. Sugie                                               |
| 7022 -              | 1992 JN4                 | 2 maggio 1992     | S. Ueda, H. Kaneda                                     |
| 7023 Heiankyo       | 1992 KE                  | 25 maggio 1992    | A. Sugie                                               |
| 7024 -              | 1992 PA4                 | 2 agosto 1992     | H. E. Holt                                             |
| 7025 -              | 1993 QA                  | 16 agosto 1993    | Spacewatch                                             |
| 7026 Gabrielasilang | 1993 QB1                 | 19 agosto 1993    | E. F. Helin                                            |
| 7027 Toshihanda     | 1993 XT                  | 11 dicembre 1993  | T. Kobayashi                                           |
| 7028 Tachikawa      | 1993 XC1                 | 4 dicembre 1993   | M. Hirasawa, S. Suzuki                                 |
| 7029 -              | 1993 XT2                 | 14 dicembre 1993  | PCAS                                                   |
| 7030 Colombini      | 1993 YU                  | 18 dicembre 1993  | Stroncone                                              |
| 7031 Kazumiyoshioka | 1994 UU                  | 31 ottobre 1994   | Y. Shimizu, T. Urata                                   |
| 7032 Hitchcock      | 1994 VC2                 | 3 novembre 1994   | Y. Shimizu, T. Urata                                   |
| 7033 -              | 1994 WN2                 | 28 novembre 1994  | S. Ueda, H. Kaneda                                     |
| 7034 -              | 1994 YT2                 | 25 dicembre 1994  | S. Ueda, H. Kaneda                                     |
| 7035 Gomi           | 1995 BD3                 | 28 gennaio 1995   | K. Endate, K. Watanabe                                 |
| 7036 Kentarohirata  | 1995 BH3                 | 29 gennaio 1995   | Y. Shimizu, T. Urata                                   |
| 7037 Davidlean      | 1995 BK3                 | 29 gennaio 1995   | Y. Shimizu, T. Urata                                   |
| 7038 Tokorozawa     | 1995 DJ2                 | 22 febbraio 1995  | N. Sato, T. Urata                                      |
| 7039 Yamagata       | 1996 GO2                 | 14 aprile 1996    | T. Okuni                                               |
| 7040 Harwood        | 2642 P-L                 | 24 settembre 1960 | C. J. van Houten, I. van Houten-Groeneveld, T. Gehrels |
| 7041 Nantucket      | 4081 P-L                 | 24 settembre 1960 | C. J. van Houten, I. van Houten-Groeneveld, T. Gehrels |
| 7042 Carver         | 1933 FE1                 | 24 marzo 1933     | K. Reinmuth                                            |
| 7043 Godart         | 1934 RB                  | 2 settembre 1934  | E. Delporte                                            |
| 7044 -              | 1971 UK                  | 26 ottobre 1971   | L. Kohoutek                                            |
| 7045 -              | 1974 FJ                  | 22 marzo 1974     | C. Torres                                              |
| 7046 Reshetnev      | 1977 QG2                 | 20 agosto 1977    | N. S. Chernykh                                         |
| 7047 Lundström      | 1978 RZ9                 | 2 settembre 1978  | C.-I. Lagerkvist                                       |
| 7048 Chaussidon     | 1981 EH34                | 2 marzo 1981      | S. J. Bus                                              |
| 7049 Meibom         | 1981 UV21                | 24 ottobre 1981   | S. J. Bus                                              |
| 7050 -              | 1982 FE3                 | 20 marzo 1982     | H. Debehogne                                           |
| 7051 Sean           | 1985 JY                  | 13 maggio 1985    | C. S. Shoemaker, E. M. Shoemaker                       |
| 7052 Octaviabutler  | 1988 VQ2                 | 12 novembre 1988  | E. F. Helin                                            |
| 7053 -              | 1989 FA                  | 28 marzo 1989     | A. Sugie                                               |
| 7054 Brehm          | 1989 GL8                 | 6 aprile 1989     | F. Börngen                                             |
| 7055 Fabiopagan     | 1989 KB                  | 31 maggio 1989    | H. E. Holt                                             |
| 7056 Kierkegaard    | 1989 SE2                 | 26 settembre 1989 | E. W. Elst                                             |
| 7057 Al-Fārābī      | 1990 QL2                 | 22 agosto 1990    | H. E. Holt                                             |
| 7058 Al-Ṭūsī        | 1990 SN1                 | 16 settembre 1990 | H. E. Holt                                             |
| 7059 Van Dokkum     | 1990 SK3                 | 18 settembre 1990 | H. E. Holt                                             |
| 7060 Al-'Ijliya     | 1990 SF11                | 16 settembre 1990 | H. E. Holt                                             |
| 7061 Pieri          | 1991 PE1                 | 15 agosto 1991    | E. F. Helin                                            |
| 7062 Meslier        | 1991 PY5                 | 6 agosto 1991     | E. W. Elst                                             |
| 7063 Johnmichell    | 1991 UK                  | 18 ottobre 1991   | S. Ueda, H. Kaneda                                     |
| 7064 Montesquieu    | 1992 OC5                 | 26 luglio 1992    | E. W. Elst                                             |
| 7065 Fredschaaf     | 1992 PU2                 | 2 agosto 1992     | H. E. Holt                                             |
| 7066 Nessus         | 1993 HA2                 | 26 aprile 1993    | Spacewatch                                             |
| 7067 Kiyose         | 1993 XE                  | 4 dicembre 1993   | M. Hirasawa, S. Suzuki                                 |
| 7068 Minowa         | 1994 WD1                 | 26 novembre 1994  | Y. Kushida, O. Muramatsu                               |
| 7069 -              | 1994 YG2                 | 30 dicembre 1994  | S. Ueda, H. Kaneda                                     |
| (7070) 1994 YO2     | 1994 YO2                 | 25 dicembre 1994  | S. Ueda, H. Kaneda                                     |
| 7071 -              | 1995 BH4                 | 28 gennaio 1995   | S. Ueda, H. Kaneda                                     |
| 7072 Beijingdaxue   | 1996 CB8                 | 3 febbraio 1996   | Beijing Schmidt CCD Asteroid Program                   |
| 7073 Rudbelia       | 1972 RU1                 | 11 settembre 1972 | N. S. Chernykh                                         |
| 7074 Muckea         | 1977 RD3                 | 10 settembre 1977 | N. S. Chernykh                                         |
| 7075 Sadovnichij    | 1979 SN4                 | 24 settembre 1979 | N. S. Chernykh                                         |
| 7076 Divnýjanko     | 1980 UC                  | 30 ottobre 1980   | Z. Vávrová                                             |
| 7077 Shermanschultz | 1982 VZ                  | 15 novembre 1982  | E. Bowell                                              |
| 7078 Unojönsson     | 1985 UH3                 | 17 ottobre 1985   | C.-I. Lagerkvist                                       |
| 7079 Baghdad        | 1986 RR                  | 5 settembre 1986  | E. W. Elst, V. G. Ivanova                              |
| 7080 -              | 1986 RS1                 | 5 settembre 1986  | A. Mrkos                                               |
| 7081 Ludibunda      | 1987 QF7                 | 30 agosto 1987    | P. Wild                                                |
| 7082 La Serena      | 1987 YL1                 | 17 dicembre 1987  | E. W. Elst, G. Pizarro                                 |
| 7083 Kant           | 1989 CL3                 | 4 febbraio 1989   | E. W. Elst                                             |
| 7084 -              | 1991 BR                  | 19 gennaio 1991   | A. Sugie                                               |
| 7085 -              | 1991 PE                  | 5 agosto 1991     | H. E. Holt                                             |
| 7086 Bopp           | 1991 TA1                 | 5 ottobre 1991    | C. S. Shoemaker, E. M. Shoemaker                       |
| 7087 Lewotsky       | 1991 TG4                 | 13 ottobre 1991   | E. F. Helin                                            |
| 7088 Ishtar         | 1992 AA                  | 1 gennaio 1992    | C. S. Shoemaker, E. M. Shoemaker                       |
| 7089 -              | 1992 FX1                 | 23 marzo 1992     | S. Ueda, H. Kaneda                                     |
| 7090 -              | 1992 HY4                 | 23 aprile 1992    | H. Debehogne                                           |
| 7091 Maryfields     | 1992 JA                  | 1 maggio 1992     | K. J. Lawrence, E. F. Helin                            |
| 7092 Cadmus         | 1992 LC                  | 4 giugno 1992     | C. S. Shoemaker, E. M. Shoemaker                       |
| 7093 Jonleake       | 1992 OT                  | 26 luglio 1992    | E. F. Helin                                            |
| 7094 Godaisan       | 1992 RJ                  | 4 settembre 1992  | T. Seki                                                |
| 7095 Lamettrie      | 1992 SB22                | 22 settembre 1992 | E. W. Elst                                             |
| 7096 Napier         | 1992 VM                  | 3 novembre 1992   | R. H. McNaught                                         |
| 7097 Yatsuka        | 1993 TF                  | 8 ottobre 1993    | H. Abe, S. Miyasaka                                    |
| 7098 Réaumur        | 1993 TK39                | 9 ottobre 1993    | E. W. Elst                                             |
| 7099 Feuerbach      | 1996 HX25                | 20 aprile 1996    | E. W. Elst                                             |
| 7100 Martin Luther  | 1360 T-2                 | 29 settembre 1973 | C. J. van Houten, I. van Houten-Groeneveld, T. Gehrels |

## 7101-7200
| Nome                 | Designazione provvisoria | Data di scoperta  | Scopritore                                             |
| -------------------- | ------------------------ | ----------------- | ------------------------------------------------------ |
| 7101 Haritina        | 1930 UX                  | 17 ottobre 1930   | C. W. Tombaugh                                         |
| 7102 Neilbone        | 1936 NB                  | 12 luglio 1936    | C. Jackson                                             |
| 7103 Wichmann        | 1953 GH                  | 7 aprile 1953     | K. Reinmuth                                            |
| 7104 Manyousyu       | 1977 DU                  | 18 febbraio 1977  | H. Kosai, K. Hurukawa                                  |
| 7105 Yousyozan       | 1977 DB1                 | 18 febbraio 1977  | H. Kosai, K. Hurukawa                                  |
| 7106 Kondakov        | 1978 PM3                 | 8 agosto 1978     | N. S. Chernykh                                         |
| 7107 Peiser          | 1980 PB1                 | 15 agosto 1980    | A. Mrkos                                               |
| 7108 Nefedov         | 1981 RM3                 | 2 settembre 1981  | N. S. Chernykh                                         |
| 7109 Heine           | 1983 RT4                 | 1 settembre 1983  | L. G. Karachkina                                       |
| 7110 Johnpearse      | 1983 XH1                 | 7 dicembre 1983   | Perth Observatory                                      |
| 7111 -               | 1985 QA1                 | 17 agosto 1985    | E. F. Helin                                            |
| 7112 Ghislaine       | 1986 GV                  | 3 aprile 1986     | C. S. Shoemaker, E. M. Shoemaker                       |
| 7113 Ostapbender     | 1986 SD2                 | 29 settembre 1986 | L. G. Karachkina                                       |
| 7114 Weinek          | 1986 WN7                 | 29 novembre 1986  | A. Mrkos                                               |
| 7115 Franciscuszeno  | 1986 WO7                 | 29 novembre 1986  | A. Mrkos                                               |
| 7116 Mentall         | 1986 XX                  | 2 dicembre 1986   | E. Bowell                                              |
| 7117 Claudius        | 1988 CA1                 | 14 febbraio 1988  | F. Börngen                                             |
| 7118 Kuklov          | 1988 VD5                 | 4 novembre 1988   | A. Mrkos                                               |
| 7119 Hiera           | 1989 AV2                 | 11 gennaio 1989   | C. S. Shoemaker, E. M. Shoemaker                       |
| 7120 Davidgavine     | 1989 AD3                 | 4 gennaio 1989    | R. H. McNaught                                         |
| 7121 Busch           | 1989 AL7                 | 10 gennaio 1989   | F. Börngen                                             |
| 7122 Iwasaki         | 1989 EN2                 | 12 marzo 1989     | K. Endate, K. Watanabe                                 |
| 7123 -               | 1989 TT1                 | 9 ottobre 1989    | T. Hioki, N. Kawasato                                  |
| 7124 Glinos          | 1990 OJ4                 | 24 luglio 1990    | H. E. Holt                                             |
| 7125 Eitarodate      | 1991 CN1                 | 7 febbraio 1991   | T. Seki                                                |
| 7126 Cureau          | 1991 GJ4                 | 8 aprile 1991     | E. W. Elst                                             |
| 7127 Stifter         | 1991 RD3                 | 9 settembre 1991  | F. Börngen, L. D. Schmadel                             |
| 7128 Misawa          | 1991 SM1                 | 30 settembre 1991 | K. Endate, K. Watanabe                                 |
| 7129 -               | 1991 VE1                 | 4 novembre 1991   | S. Ueda, H. Kaneda                                     |
| 7130 Klepper         | 1992 HR4                 | 30 aprile 1992    | F. Börngen                                             |
| 7131 Longtom         | 1992 YL                  | 23 dicembre 1992  | A. Natori, T. Urata                                    |
| 7132 Casulli         | 1993 SE                  | 17 settembre 1993 | Stroncone                                              |
| 7133 Kasahara        | 1993 TX1                 | 15 ottobre 1993   | K. Endate, K. Watanabe                                 |
| 7134 Ikeuchisatoru   | 1993 UY                  | 24 ottobre 1993   | T. Kobayashi                                           |
| 7135 -               | 1993 VO                  | 5 novembre 1993   | Y. Shimizu, T. Urata                                   |
| 7136 Yokohasuo       | 1993 VK2                 | 14 novembre 1993  | H. Shiozawa, T. Urata                                  |
| 7137 Ageo            | 1994 AQ1                 | 4 gennaio 1994    | S. Otomo                                               |
| 7138 -               | 1994 AK15                | 15 gennaio 1994   | S. Ueda, H. Kaneda                                     |
| 7139 Tsubokawa       | 1994 CV2                 | 14 febbraio 1994  | T. Niijima, T. Urata                                   |
| 7140 Osaki           | 1994 EE1                 | 4 marzo 1994      | T. Kobayashi                                           |
| 7141 Bettarini       | 1994 EZ1                 | 12 marzo 1994     | A. Boattini, M. Tombelli                               |
| 7142 Spinoza         | 1994 PC19                | 12 agosto 1994    | E. W. Elst                                             |
| 7143 Haramura        | 1995 WU41                | 17 novembre 1995  | S. Otomo                                               |
| 7144 Dossobuono      | 1996 KQ                  | 20 maggio 1996    | L. Lai                                                 |
| 7145 Linzexu         | 1996 LO                  | 7 giugno 1996     | Beijing Schmidt CCD Asteroid Program                   |
| 7146 Konradin        | 3034 P-L                 | 24 settembre 1960 | C. J. van Houten, I. van Houten-Groeneveld, T. Gehrels |
| 7147 Feijth          | 4015 P-L                 | 24 settembre 1960 | C. J. van Houten, I. van Houten-Groeneveld, T. Gehrels |
| 7148 Reinholdbien    | 1047 T-1                 | 25 marzo 1971     | C. J. van Houten, I. van Houten-Groeneveld, T. Gehrels |
| 7149 Bernie          | 3220 T-3                 | 16 ottobre 1977   | C. J. van Houten, I. van Houten-Groeneveld, T. Gehrels |
| 7150 McKellar        | 1929 TD1                 | 11 ottobre 1929   | C. W. Tombaugh                                         |
| 7151 -               | 1971 SX3                 | 26 settembre 1971 | C. Torres                                              |
| 7152 Euneus          | 1973 SH1                 | 19 settembre 1973 | C. J. van Houten, I. van Houten-Groeneveld, T. Gehrels |
| 7153 Vladzakharov    | 1975 XP3                 | 2 dicembre 1975   | T. M. Smirnova                                         |
| 7154 Zhangmaolin     | 1979 MJ5                 | 25 giugno 1979    | E. F. Helin, S. J. Bus                                 |
| 7155 -               | 1979 YN                  | 23 dicembre 1979  | H. Debehogne, E. R. Netto                              |
| 7156 Flaviofusipecci | 1981 EC2                 | 4 marzo 1981      | H. Debehogne, G. DeSanctis                             |
| 7157 Lofgren         | 1981 EC8                 | 1 marzo 1981      | S. J. Bus                                              |
| 7158 IRTF            | 1981 ES8                 | 1 marzo 1981      | S. J. Bus                                              |
| 7159 Bobjoseph       | 1981 EN17                | 1 marzo 1981      | S. J. Bus                                              |
| 7160 Tokunaga        | 1981 UQ29                | 24 ottobre 1981   | S. J. Bus                                              |
| 7161 Golitsyn        | 1982 UY10                | 25 ottobre 1982   | L. V. Zhuravleva                                       |
| 7162 Sidwell         | 1982 VB1                 | 15 novembre 1982  | E. Bowell                                              |
| 7163 Barenboim       | 1984 DB                  | 24 febbraio 1984  | E. F. Helin, R. S. Dunbar                              |
| 7164 Babadzhanov     | 1984 ET                  | 6 marzo 1984      | E. Bowell                                              |
| 7165 Pendleton       | 1985 RH                  | 14 settembre 1985 | E. Bowell                                              |
| 7166 Kennedy         | 1985 TR                  | 15 ottobre 1985   | E. Bowell                                              |
| 7167 Laupheim        | 1985 TD3                 | 12 ottobre 1985   | C. S. Shoemaker, E. M. Shoemaker                       |
| 7168 -               | 1986 QE2                 | 28 agosto 1986    | H. Debehogne                                           |
| 7169 Linda           | 1986 TK1                 | 4 ottobre 1986    | E. Bowell                                              |
| 7170 Livesey         | 1987 MK                  | 30 giugno 1987    | R. H. McNaught                                         |
| 7171 Arthurkraus     | 1988 AT1                 | 13 gennaio 1988   | A. Mrkos                                               |
| 7172 Multatuli       | 1988 DE2                 | 17 febbraio 1988  | E. W. Elst                                             |
| 7173 Sepkoski        | 1988 PL1                 | 15 agosto 1988    | C. S. Shoemaker, E. M. Shoemaker                       |
| 7174 Semois          | 1988 SQ                  | 18 settembre 1988 | H. Debehogne                                           |
| 7175 Janegoodall     | 1988 TN2                 | 11 ottobre 1988   | Z. Vávrová                                             |
| 7176 Kuniji          | 1989 XH                  | 23 settembre 1992 | K. Endate, K. Watanabe                                 |
| 7177 Melvyntaylor    | 1990 TF                  | 9 ottobre 1990    | R. H. McNaught                                         |
| 7178 Ikuookamoto     | 1990 VA3                 | 11 novembre 1990  | T. Nomura, K. Kawanishi                                |
| 7179 Gassendi        | 1991 GQ6                 | 8 aprile 1991     | E. W. Elst                                             |
| 7180 -               | 1991 NG1                 | 12 luglio 1991    | H. E. Holt                                             |
| 7181 -               | 1991 PH12                | 7 agosto 1991     | H. E. Holt                                             |
| 7182 Robinvaughan    | 1991 RV1                 | 8 settembre 1991  | E. F. Helin                                            |
| 7183 -               | 1991 RE16                | 15 settembre 1991 | H. E. Holt                                             |
| 7184 -               | 1991 RB25                | 11 settembre 1991 | H. E. Holt                                             |
| 7185 -               | 1991 VN1                 | 4 novembre 1991   | S. Ueda, H. Kaneda                                     |
| 7186 Tomioka         | 1991 YF                  | 26 dicembre 1991  | K. Endate, K. Watanabe                                 |
| 7187 Isobe           | 1992 BW                  | 30 gennaio 1992   | E. F. Helin                                            |
| 7188 Yoshii          | 1992 SF1                 | 23 settembre 1992 | K. Endate, K. Watanabe                                 |
| 7189 Kuniko          | 1992 SX12                | 28 settembre 1992 | K. Endate, K. Watanabe                                 |
| 7190 -               | 1993 GB1                 | 15 aprile 1993    | H. E. Holt                                             |
| 7191 -               | 1993 MA1                 | 18 giugno 1993    | H. E. Holt                                             |
| 7192 Cieletespace    | 1993 RY1                 | 12 settembre 1993 | K. Endate, K. Watanabe                                 |
| 7193 Yamaoka         | 1993 SE2                 | 19 settembre 1993 | K. Endate, K. Watanabe                                 |
| 7194 Susanrose       | 1993 SR3                 | 18 settembre 1993 | H. E. Holt                                             |
| 7195 Danboice        | 1994 AJ                  | 2 gennaio 1994    | T. Kobayashi                                           |
| 7196 Baroni          | 1994 BF                  | 16 gennaio 1994   | A. Boattini, M. Tombelli                               |
| 7197 Pieroangela     | 1994 BH                  | 16 gennaio 1994   | A. Boattini, M. Tombelli                               |
| 7198 Montelupo       | 1994 BJ                  | 16 gennaio 1994   | A. Boattini, M. Tombelli                               |
| 7199 Brianza         | 1994 FR                  | 28 marzo 1994     | M. Cavagna, V. Giuliani                                |
| 7200 -               | 1994 NO                  | 8 luglio 1994     | T. B. Spahr                                            |

## 7201-7300
| Nome                | Designazione provvisoria | Data di scoperta  | Scopritore                                             |
| ------------------- | ------------------------ | ----------------- | ------------------------------------------------------ |
| 7201 Kuritariku     | 1994 UF1                 | 25 ottobre 1994   | S. Otomo                                               |
| 7202 Kigoshi        | 1995 DX1                 | 19 febbraio 1995  | T. Niijima, T. Urata                                   |
| 7203 Sigeki         | 1995 DG2                 | 27 febbraio 1995  | S. Otomo                                               |
| 7204 Ondřejov       | 1995 GH                  | 3 aprile 1995     | P. Pravec                                              |
| 7205 Sadanori       | 1995 YE1                 | 21 dicembre 1995  | T. Kobayashi                                           |
| 7206 Shiki          | 1996 QT                  | 18 agosto 1996    | A. Nakamura                                            |
| 7207 Hammurabi      | 2133 P-L                 | 24 settembre 1960 | C. J. van Houten, I. van Houten-Groeneveld, T. Gehrels |
| 7208 Ashurbanipal   | 2645 P-L                 | 24 settembre 1960 | C. J. van Houten, I. van Houten-Groeneveld, T. Gehrels |
| 7209 Cyrus          | 3523 P-L                 | 17 ottobre 1960   | C. J. van Houten, I. van Houten-Groeneveld, T. Gehrels |
| 7210 Darius         | 6555 P-L                 | 24 settembre 1960 | C. J. van Houten, I. van Houten-Groeneveld, T. Gehrels |
| 7211 Xerxes         | 1240 T-1                 | 25 marzo 1971     | C. J. van Houten, I. van Houten-Groeneveld, T. Gehrels |
| 7212 Artaxerxes     | 2155 T-2                 | 29 settembre 1973 | C. J. van Houten, I. van Houten-Groeneveld, T. Gehrels |
| 7213 Conae          | 1967 KB                  | 31 maggio 1967    | Felix Aguilar Observatory                              |
| 7214 Anticlus       | 1973 SM1                 | 19 settembre 1973 | C. J. van Houten, I. van Houten-Groeneveld, T. Gehrels |
| 7215 Gerhard        | 1977 FS                  | 16 marzo 1977     | H.-E. Schuster                                         |
| 7216 Ishkov         | 1977 QQ2                 | 21 agosto 1977    | N. S. Chernykh                                         |
| 7217 Dacke          | 1979 QX3                 | 22 agosto 1979    | C.-I. Lagerkvist                                       |
| 7218 Skácel         | 1979 SK                  | 19 settembre 1979 | J. Kveton                                              |
| 7219 Satterwhite    | 1981 EZ47                | 3 marzo 1981      | S. J. Bus                                              |
| 7220 Philnicholson  | 1981 QE                  | 30 agosto 1981    | E. Bowell                                              |
| 7221 Sallaba        | 1981 SJ                  | 22 settembre 1981 | Z. Vávrová                                             |
| 7222 Alekperov      | 1981 TJ3                 | 7 ottobre 1981    | T. M. Smirnova                                         |
| 7223 Dolgorukij     | 1982 TF2                 | 14 ottobre 1982   | L. V. Zhuravleva, L. G. Karachkina                     |
| 7224 Vesnina        | 1982 TK3                 | 15 ottobre 1982   | L. V. Zhuravleva                                       |
| 7225 Huntress       | 1983 BH                  | 22 gennaio 1983   | E. Bowell                                              |
| 7226 Kryl           | 1984 QJ                  | 21 agosto 1984    | A. Mrkos                                               |
| 7227 -              | 1984 SH6                 | 22 settembre 1984 | H. Debehogne                                           |
| 7228 MacGillivray   | 1985 GO                  | 15 aprile 1985    | E. Bowell                                              |
| 7229 Tonimoore      | 1985 RV                  | 12 settembre 1985 | Spacewatch                                             |
| 7230 Lutz           | 1985 RZ1                 | 12 settembre 1985 | E. Bowell                                              |
| 7231 Porco          | 1985 TQ1                 | 15 ottobre 1985   | E. Bowell                                              |
| 7232 Nabokov        | 1985 UQ                  | 20 ottobre 1985   | A. Mrkos                                               |
| 7233 Majella        | 1986 EQ5                 | 7 marzo 1986      | G. DeSanctis                                           |
| 7234 -              | 1986 QV3                 | 29 agosto 1986    | H. Debehogne                                           |
| 7235 Hitsuzan       | 1986 UY                  | 30 ottobre 1986   | T. Seki                                                |
| 7236 -              | 1987 PA                  | 1 agosto 1987     | J. Phinney                                             |
| 7237 Vickyhamilton  | 1988 VH                  | 3 novembre 1988   | K. Suzuki, T. Furuta                                   |
| 7238 Kobori         | 1989 OA                  | 27 luglio 1989    | Y. Mizuno, T. Furuta                                   |
| 7239 Mobberley      | 1989 TE                  | 4 ottobre 1989    | B. G. W. Manning                                       |
| 7240 Hasebe         | 1989 YG                  | 19 dicembre 1989  | Y. Mizuno, T. Furuta                                   |
| 7241 Kuroda         | 1990 VF3                 | 11 novembre 1990  | K. Endate, K. Watanabe                                 |
| 7242 Okyudo         | 1990 VG3                 | 11 novembre 1990  | K. Endate, K. Watanabe                                 |
| 7243 -              | 1990 VV3                 | 12 novembre 1990  | S. Ueda, H. Kaneda                                     |
| 7244 Villa-Lobos    | 1991 PQ1                 | 5 agosto 1991     | E. W. Elst                                             |
| 7245 -              | 1991 RN10                | 10 settembre 1991 | H. E. Holt                                             |
| 7246 -              | 1991 RP25                | 12 settembre 1991 | H. E. Holt                                             |
| 7247 Robertstirling | 1991 TD1                 | 12 ottobre 1991   | R. H. McNaught                                         |
| 7248 Älvsjö         | 1992 EV21                | 1 marzo 1992      | UESAC                                                  |
| 7249 -              | 1992 SN                  | 26 settembre 1992 | A. Sugie                                               |
| 7250 Kinoshita      | 1992 SG1                 | 23 settembre 1992 | K. Endate, K. Watanabe                                 |
| 7251 Kuwabara       | 1992 SF13                | 30 settembre 1992 | K. Endate, K. Watanabe                                 |
| 7252 Kakegawa       | 1992 UZ                  | 21 ottobre 1992   | T. Urata                                               |
| 7253 Nara           | 1993 CL                  | 13 febbraio 1993  | F. Uto                                                 |
| 7254 Kuratani       | 1993 TN1                 | 15 ottobre 1993   | K. Endate, K. Watanabe                                 |
| 7255 -              | 1993 VY1                 | 11 novembre 1993  | S. Ueda, H. Kaneda                                     |
| 7256 Bonhoeffer     | 1993 VJ5                 | 11 novembre 1993  | F. Börngen                                             |
| 7257 Yoshiya        | 1994 AH1                 | 7 gennaio 1994    | T. Kobayashi                                           |
| 7258 Pettarin       | 1994 EF                  | 5 marzo 1994      | Stroncone                                              |
| 7259 Gaithersburg   | 1994 EG1                 | 6 marzo 1994      | Y. Shimizu, T. Urata                                   |
| 7260 Metelli        | 1994 FN                  | 18 marzo 1994     | Stroncone                                              |
| 7261 Yokootakeo     | 1994 GZ                  | 14 aprile 1994    | T. Kobayashi                                           |
| 7262 Sofue          | 1995 BX1                 | 27 gennaio 1995   | T. Kobayashi                                           |
| 7263 Takayamada     | 1995 DP                  | 21 febbraio 1995  | T. Kobayashi                                           |
| 7264 Hirohatanaka   | 1995 FK                  | 26 marzo 1995     | Y. Shimizu, T. Urata                                   |
| 7265 Edithmüller    | 2908 T-2                 | 30 settembre 1973 | C. J. van Houten, I. van Houten-Groeneveld, T. Gehrels |
| 7266 Trefftz        | 4270 T-2                 | 29 settembre 1973 | C. J. van Houten, I. van Houten-Groeneveld, T. Gehrels |
| 7267 Victormeen     | 1943 DF                  | 23 febbraio 1943  | L. Oterma                                              |
| 7268 Chigorin       | 1972 TF                  | 3 ottobre 1972    | L. V. Zhuravleva                                       |
| 7269 Alprokhorov    | 1975 VK2                 | 2 novembre 1975   | T. M. Smirnova                                         |
| 7270 Punkin         | 1978 NY7                 | 7 luglio 1978     | E. Bowell                                              |
| 7271 Doroguntsov    | 1979 SR2                 | 22 settembre 1979 | N. S. Chernykh                                         |
| 7272 Darbydyar      | 1980 DD1                 | 21 febbraio 1980  | Z. Vávrová                                             |
| 7273 Garyhuss       | 1981 EK4                 | 2 marzo 1981      | S. J. Bus                                              |
| 7274 Washioyama     | 1982 FC                  | 21 marzo 1982     | T. Seki                                                |
| 7275 Earlcarpenter  | 1983 CY2                 | 15 febbraio 1983  | N. G. Thomas                                           |
| 7276 Maymie         | 1983 RE                  | 4 settembre 1983  | Oak Ridge Observatory                                  |
| 7277 Klass          | 1983 RM2                 | 4 settembre 1983  | E. Bowell                                              |
| 7278 Shtokolov      | 1985 UW4                 | 22 ottobre 1985   | L. V. Zhuravleva                                       |
| 7279 Hagfors        | 1985 VD1                 | 7 novembre 1985   | E. Bowell                                              |
| 7280 Bergengruen    | 1988 RA3                 | 8 settembre 1988  | F. Börngen                                             |
| 7281 -              | 1988 RX4                 | 2 settembre 1988  | H. Debehogne                                           |
| 7282 -              | 1989 BC                  | 29 gennaio 1989   | S. Ueda, H. Kaneda                                     |
| 7283 -              | 1989 TX15                | 4 ottobre 1989    | H. Debehogne                                           |
| 7284 -              | 1989 VW                  | 4 novembre 1989   | Y. Oshima                                              |
| 7285 Seggewiss      | 1990 EX2                 | 2 marzo 1990      | E. W. Elst                                             |
| 7286 -              | 1990 QZ4                 | 24 agosto 1990    | H. E. Holt                                             |
| 7287 Yokokurayama   | 1990 VN2                 | 10 novembre 1990  | T. Seki                                                |
| 7288 -              | 1991 FE1                 | 18 marzo 1991     | A. Sugie                                               |
| 7289 Kamegamori     | 1991 JU                  | 5 maggio 1991     | T. Seki                                                |
| 7290 Johnrather     | 1991 JY1                 | 11 maggio 1991    | E. F. Helin                                            |
| 7291 Hyakutake      | 1991 XC1                 | 13 dicembre 1991  | S. Otomo                                               |
| 7292 Prosperin      | 1992 EM7                 | 1 marzo 1992      | UESAC                                                  |
| 7293 Kazuyuki       | 1992 FH                  | 23 marzo 1992     | K. Endate, K. Watanabe                                 |
| 7294 Barbaraakey    | 1992 LM                  | 3 giugno 1992     | G. J. Leonard                                          |
| 7295 Brozovic       | 1992 MB                  | 22 giugno 1992    | S. Ueda, H. Kaneda                                     |
| 7296 Lamarck        | 1992 PW1                 | 8 agosto 1992     | E. W. Elst, C. Pollas                                  |
| 7297 -              | 1992 UG                  | 21 ottobre 1992   | A. Sugie                                               |
| 7298 Matudaira-gou  | 1992 WM5                 | 26 novembre 1992  | K. Suzuki, T. Urata                                    |
| 7299 Indiawadkins   | 1992 WZ5                 | 21 novembre 1992  | E. F. Helin                                            |
| 7300 Yoshisada      | 1992 YV2                 | 26 dicembre 1992  | T. Urata                                               |

## 7301-7400
| Nome                  | Designazione provvisoria | Data di scoperta  | Scopritore                                             |
| --------------------- | ------------------------ | ----------------- | ------------------------------------------------------ |
| 7301 Matsuitakafumi   | 1993 AB                  | 2 gennaio 1993    | A. Natori, T. Urata                                    |
| 7302 -                | 1993 CQ                  | 10 febbraio 1993  | S. Ueda, H. Kaneda                                     |
| 7303 -                | 1993 FS1                 | 25 marzo 1993     | S. Ueda, H. Kaneda                                     |
| 7304 Namiki           | 1994 AE2                 | 9 gennaio 1994    | T. Kobayashi                                           |
| 7305 Ossakajusto      | 1994 CX1                 | 8 febbraio 1994   | K. Endate, K. Watanabe                                 |
| 7306 Panizon          | 1994 EH                  | 6 marzo 1994      | Stroncone                                              |
| 7307 Takei            | 1994 GT9                 | 13 aprile 1994    | Y. Shimizu, T. Urata                                   |
| 7308 Hattori          | 1995 BQ4                 | 31 gennaio 1995   | Y. Shimizu, T. Urata                                   |
| 7309 Shinkawakami     | 1995 FU                  | 28 marzo 1995     | T. Kobayashi                                           |
| 7310 -                | 1995 OL1                 | 19 luglio 1995    | Beijing Schmidt CCD Asteroid Program                   |
| 7311 Hildehan         | 1995 TU                  | 14 ottobre 1995   | D. di Cicco                                            |
| 7312 -                | 1996 AT3                 | 13 gennaio 1996   | S. Ueda, H. Kaneda                                     |
| 7313 Pisano           | 6207 P-L                 | 24 settembre 1960 | C. J. van Houten, I. van Houten-Groeneveld, T. Gehrels |
| 7314 Pevsner          | 2146 T-1                 | 25 marzo 1971     | C. J. van Houten, I. van Houten-Groeneveld, T. Gehrels |
| 7315 Kolbe            | 1136 T-2                 | 29 settembre 1973 | C. J. van Houten, I. van Houten-Groeneveld, T. Gehrels |
| 7316 Hajdú            | 3145 T-2                 | 30 settembre 1973 | C. J. van Houten, I. van Houten-Groeneveld, T. Gehrels |
| 7317 Cabot            | 1940 ED                  | 12 marzo 1940     | G. Kulin                                               |
| 7318 Dyukov           | 1969 OX                  | 17 luglio 1969    | B. A. Burnasheva                                       |
| 7319 Katterfeld       | 1976 SA6                 | 24 settembre 1976 | N. S. Chernykh                                         |
| 7320 Potter           | 1978 TP6                 | 2 ottobre 1978    | L. V. Zhuravleva                                       |
| 7321 Minervahoyt      | 1979 MZ2                 | 25 giugno 1979    | E. F. Helin, S. J. Bus                                 |
| 7322 Lavrentina       | 1979 SW2                 | 22 settembre 1979 | N. S. Chernykh                                         |
| 7323 Robersomma       | 1979 SD9                 | 22 settembre 1979 | N. S. Chernykh                                         |
| 7324 Carret           | 1981 BC                  | 31 gennaio 1981   | Harvard Observatory                                    |
| 7325 -                | 1981 QA1                 | 28 agosto 1981    | Z. Vávrová                                             |
| 7326 Tedbunch         | 1981 UK22                | 24 ottobre 1981   | S. J. Bus                                              |
| 7327 Crawford         | 1983 RZ1                 | 6 settembre 1983  | E. Bowell                                              |
| 7328 Casanova         | 1984 SC1                 | 20 settembre 1984 | A. Mrkos                                               |
| 7329 Bettadotto       | 1985 GK                  | 14 aprile 1985    | E. Bowell                                              |
| 7330 Annelemaître     | 1985 TD                  | 15 ottobre 1985   | E. Bowell                                              |
| 7331 Balindblad       | 1985 TV                  | 15 ottobre 1985   | E. Bowell                                              |
| 7332 Ponrepo          | 1986 XJ5                 | 4 dicembre 1986   | A. Mrkos                                               |
| 7333 Bec-Borsenberger | 1987 SM4                 | 29 settembre 1987 | E. Bowell                                              |
| 7334 Sciurus          | 1988 QV                  | 17 agosto 1988    | A. Mrkos                                               |
| 7335 -                | 1989 JA                  | 1 maggio 1989     | E. F. Helin                                            |
| 7336 Saunders         | 1989 RS1                 | 6 settembre 1989  | E. F. Helin                                            |
| 7337 -                | 1990 QH1                 | 22 agosto 1990    | H. E. Holt                                             |
| 7338 -                | 1990 VJ3                 | 12 novembre 1990  | H. Shiozawa, M. Kizawa                                 |
| 7339 -                | 1991 RA16                | 15 settembre 1991 | H. E. Holt                                             |
| 7340 -                | 1991 UA2                 | 29 ottobre 1991   | S. Ueda, H. Kaneda                                     |
| 7341 -                | 1991 VK                  | 1 novembre 1991   | E. F. Helin, K. J. Lawrence                            |
| 7342 Uchinoura        | 1992 FB1                 | 23 marzo 1992     | K. Endate, K. Watanabe                                 |
| 7343 Ockeghem         | 1992 GE2                 | 4 aprile 1992     | E. W. Elst                                             |
| 7344 Summerfield      | 1992 LU                  | 4 giugno 1992     | C. S. Shoemaker, D. H. Levy                            |
| 7345 Happer           | 1992 OF                  | 28 luglio 1992    | R. H. McNaught                                         |
| 7346 Boulanger        | 1993 DQ2                 | 20 febbraio 1993  | E. W. Elst                                             |
| 7347 -                | 1993 EW                  | 12 marzo 1993     | S. Ueda, H. Kaneda                                     |
| 7348 -                | 1993 FJ22                | 21 marzo 1993     | UESAC                                                  |
| 7349 Ernestmaes       | 1993 QK4                 | 18 agosto 1993    | E. W. Elst                                             |
| 7350 -                | 1993 VA                  | 7 novembre 1993   | R. H. McNaught                                         |
| 7351 Yoshidamichi     | 1993 XB1                 | 12 dicembre 1993  | T. Kobayashi                                           |
| 7352 Hypsenor         | 1994 CO                  | 4 febbraio 1994   | S. Ueda, H. Kaneda                                     |
| 7353 Kazuya           | 1995 AC1                 | 6 gennaio 1995    | M. Hirasawa, S. Suzuki                                 |
| 7354 Ishiguro         | 1995 BR1                 | 27 gennaio 1995   | T. Kobayashi                                           |
| 7355 Bottke           | 1995 HN2                 | 25 aprile 1995    | Spacewatch                                             |
| 7356 Casagrande       | 1995 SK5                 | 27 settembre 1995 | Stroncone                                              |
| 7357 -                | 1995 UJ7                 | 27 ottobre 1995   | S. Ueda, H. Kaneda                                     |
| 7358 Oze              | 1995 YA3                 | 27 dicembre 1995  | T. Kobayashi                                           |
| 7359 Messier          | 1996 BH                  | 16 gennaio 1996   | M. Tichý                                               |
| 7360 Moberg           | 1996 BQ17                | 30 gennaio 1996   | C.-I. Lagerkvist                                       |
| 7361 Endres           | 1996 DN1                 | 16 febbraio 1996  | NEAT                                                   |
| 7362 Rogerbyrd        | 1996 EY                  | 15 marzo 1996     | NEAT                                                   |
| 7363 Esquibel         | 1996 FA1                 | 18 marzo 1996     | NEAT                                                   |
| 7364 Otonkučera       | 1996 KS                  | 22 maggio 1996    | K. Korlevic                                            |
| 7365 Sejong           | 1996 QV1                 | 18 agosto 1996    | K. Watanabe                                            |
| 7366 Agata            | 1996 UY                  | 20 ottobre 1996   | T. Kobayashi                                           |
| 7367 Giotto           | 3077 T-1                 | 26 marzo 1971     | C. J. van Houten, I. van Houten-Groeneveld, T. Gehrels |
| 7368 Haldancohn       | 1966 BB                  | 20 gennaio 1966   | Università dell'Indiana                                |
| 7369 Gavrilin         | 1975 AN                  | 13 gennaio 1975   | T. M. Smirnova                                         |
| 7370 Krasnogolovets   | 1978 SM5                 | 27 settembre 1978 | L. I. Chernykh                                         |
| 7371 El-Baz           | 1978 VA6                 | 7 novembre 1978   | E. F. Helin, S. J. Bus                                 |
| 7372 Emimar           | 1979 HH                  | 19 aprile 1979    | J. C. Muzzio                                           |
| 7373 Stashis          | 1979 QX9                 | 27 agosto 1979    | N. S. Chernykh                                         |
| 7374 -                | 1980 DL                  | 19 febbraio 1980  | Z. Vávrová                                             |
| 7375 -                | 1980 PZ                  | 14 agosto 1980    | Z. Vávrová                                             |
| 7376 Jefftaylor       | 1980 UU1                 | 31 ottobre 1980   | S. J. Bus                                              |
| 7377 Pizzarello       | 1981 EW9                 | 1 marzo 1981      | S. J. Bus                                              |
| 7378 Herbertpalme     | 1981 EK18                | 2 marzo 1981      | S. J. Bus                                              |
| 7379 Naoyaimae        | 1981 EC29                | 1 marzo 1981      | S. J. Bus                                              |
| 7380 -                | 1981 RF                  | 3 settembre 1981  | N. G. Thomas                                           |
| 7381 Mamontov         | 1981 RG5                 | 8 settembre 1981  | L. V. Zhuravleva                                       |
| 7382 Bozhenkova       | 1981 RJ5                 | 8 settembre 1981  | L. V. Zhuravleva                                       |
| 7383 Lassovszky       | 1981 SE                  | 30 settembre 1981 | Oak Ridge Observatory                                  |
| 7384 -                | 1981 TJ                  | 6 ottobre 1981    | Z. Vávrová                                             |
| 7385 Aktsynovia       | 1981 UQ11                | 22 ottobre 1981   | N. S. Chernykh                                         |
| 7386 Paulpellas       | 1981 WM                  | 25 novembre 1981  | Oak Ridge Observatory                                  |
| 7387 Malbil           | 1982 BS1                 | 30 gennaio 1982   | E. Bowell                                              |
| 7388 Marcomorelli     | 1982 FS3                 | 23 marzo 1982     | H. Debehogne                                           |
| 7389 Michelcombes     | 1982 UE                  | 17 ottobre 1982   | E. Bowell                                              |
| 7390 Kundera          | 1983 QE                  | 31 agosto 1983    | Klet                                                   |
| 7391 Strouhal         | 1983 VS1                 | 8 novembre 1983   | A. Mrkos                                               |
| 7392 Kowalski         | 1984 EX                  | 6 marzo 1984      | E. Bowell                                              |
| 7393 Luginbuhl        | 1984 SL3                 | 28 settembre 1984 | B. A. Skiff                                            |
| 7394 Xanthomalitia    | 1985 QX4                 | 18 agosto 1985    | N. S. Chernykh                                         |
| 7395 -                | 1985 RP1                 | 10 settembre 1985 | Z. Vávrová                                             |
| 7396 Rosa-Brusin      | 1986 EQ2                 | 4 marzo 1986      | W. Ferreri                                             |
| 7397 -                | 1986 QS                  | 26 agosto 1986    | H. Debehogne                                           |
| 7398 Walsh            | 1986 VM                  | 3 novembre 1986   | A. Mrkos                                               |
| 7399 Somme            | 1987 BC2                 | 29 gennaio 1987   | E. W. Elst                                             |
| 7400 Lenau            | 1987 QW1                 | 21 agosto 1987    | E. W. Elst                                             |

## 7401-7500
| Nome                 | Designazione provvisoria | Data di scoperta  | Scopritore                                             |
| -------------------- | ------------------------ | ----------------- | ------------------------------------------------------ |
| 7401 Toynbee         | 1987 QW7                 | 21 agosto 1987    | E. W. Elst                                             |
| 7402 -               | 1987 YH                  | 25 dicembre 1987  | T. Kojima                                              |
| 7403 Choustník       | 1988 AV1                 | 14 gennaio 1988   | A. Mrkos                                               |
| 7404 -               | 1988 AA5                 | 13 gennaio 1988   | H. Debehogne                                           |
| 7405 -               | 1988 FF                  | 16 marzo 1988     | S. Ueda, H. Kaneda                                     |
| 7406 -               | 1988 TD                  | 3 ottobre 1988    | S. Ueda, H. Kaneda                                     |
| 7407 -               | 1988 TL                  | 3 ottobre 1988    | S. Ueda, H. Kaneda                                     |
| 7408 Yoshihide       | 1989 SB                  | 23 settembre 1989 | Y. Mizuno, T. Furuta                                   |
| 7409 -               | 1990 BS                  | 21 gennaio 1990   | M. Arai, H. Mori                                       |
| 7410 Kawazoe         | 1990 QG                  | 20 agosto 1990    | T. Seki                                                |
| 7411 -               | 1990 QQ1                 | 22 agosto 1990    | H. E. Holt                                             |
| 7412 Linnaeus        | 1990 SL9                 | 22 settembre 1990 | E. W. Elst                                             |
| 7413 Galibina        | 1990 SH28                | 24 settembre 1990 | L. V. Zhuravleva, Galina Ričardovna Kastel'            |
| 7414 Bosch           | 1990 TD8                 | 13 ottobre 1990   | L. D. Schmadel, F. Börngen                             |
| 7415 Susumuimoto     | 1990 VL8                 | 14 novembre 1990  | T. Seki                                                |
| 7416 Linnankoski     | 1990 WV4                 | 16 novembre 1990  | E. W. Elst                                             |
| 7417 -               | 1990 YE                  | 19 dicembre 1990  | M. Arai, H. Mori                                       |
| 7418 Akasegawa       | 1991 EJ1                 | 11 marzo 1991     | T. Fujii, K. Watanabe                                  |
| 7419 -               | 1991 PN13                | 5 agosto 1991     | H. E. Holt                                             |
| 7420 Buffon          | 1991 RP11                | 4 settembre 1991  | E. W. Elst                                             |
| 7421 Kusaka          | 1992 HL                  | 30 aprile 1992    | Y. Kushida, O. Muramatsu                               |
| 7422 -               | 1992 LP                  | 3 giugno 1992     | G. J. Leonard                                          |
| 7423 -               | 1992 PT2                 | 2 agosto 1992     | H. E. Holt                                             |
| 7424 -               | 1992 PS6                 | 6 agosto 1992     | H. E. Holt                                             |
| 7425 Lessing         | 1992 RO5                 | 2 settembre 1992  | E. W. Elst                                             |
| 7426 -               | 1992 US4                 | 27 ottobre 1992   | A. Sugie                                               |
| 7427 -               | 1992 VD                  | 2 novembre 1992   | N. Kawasato                                            |
| 7428 Abekuniomi      | 1992 YM                  | 24 dicembre 1992  | T. Urata                                               |
| 7429 Hoshikawa       | 1992 YB1                 | 24 dicembre 1992  | T. Hioki, S. Hayakawa                                  |
| 7430 Kogure          | 1993 BV2                 | 23 gennaio 1993   | K. Endate, K. Watanabe                                 |
| 7431 Jettaguilar     | 1993 FN41                | 19 marzo 1993     | UESAC                                                  |
| 7432 -               | 1993 HL5                 | 23 aprile 1993    | A. C. Gilmore, P. M. Kilmartin                         |
| 7433 Pellegrini      | 1993 KD                  | 21 maggio 1993    | Osservatorio di Farra d'Isonzo                         |
| 7434 Osaka           | 1994 AB3                 | 14 gennaio 1994   | T. Kobayashi                                           |
| 7435 Sagamihara      | 1994 CZ1                 | 8 febbraio 1994   | K. Endate, K. Watanabe                                 |
| 7436 Kuroiwa         | 1994 CB2                 | 8 febbraio 1994   | K. Endate, K. Watanabe                                 |
| 7437 Torricelli      | 1994 EF3                 | 12 marzo 1994     | V. Goretti, A. Boattini                                |
| 7438 Misakatouge     | 1994 JE1                 | 12 maggio 1994    | A. Nakamura                                            |
| 7439 Tetsufuse       | 1994 XG1                 | 6 dicembre 1994   | T. Kobayashi                                           |
| 7440 Závist          | 1995 EA                  | 1 marzo 1995      | M. Tichý                                               |
| 7441 Láska           | 1995 OZ                  | 30 luglio 1995    | J. Tichá, M. Tichý                                     |
| 7442 Inouehideo      | 1995 SC5                 | 20 settembre 1995 | K. Endate, K. Watanabe                                 |
| 7443 Tsumura         | 1996 BR2                 | 26 gennaio 1996   | T. Kobayashi                                           |
| 7444 -               | 1996 TM10                | 9 ottobre 1996    | S. Ueda, H. Kaneda                                     |
| 7445 Trajanus        | 4116 P-L                 | 24 settembre 1960 | C. J. van Houten, I. van Houten-Groeneveld, T. Gehrels |
| 7446 Hadrianus       | 2249 T-2                 | 29 settembre 1973 | C. J. van Houten, I. van Houten-Groeneveld, T. Gehrels |
| 7447 Marcusaurelius  | 1142 T-3                 | 17 ottobre 1977   | C. J. van Houten, I. van Houten-Groeneveld, T. Gehrels |
| 7448 Pöllath         | 1948 AA                  | 14 gennaio 1948   | W. Baade                                               |
| 7449 Döllen          | 1949 QL                  | 21 agosto 1949    | K. Reinmuth                                            |
| 7450 Shilling        | 1968 OZ                  | 24 luglio 1968    | L. I. Chernykh                                         |
| 7451 Verbitskaya     | 1978 PU2                 | 8 agosto 1978     | N. S. Chernykh                                         |
| 7452 Izabelyuria     | 1978 QU2                 | 31 agosto 1978    | N. S. Chernykh                                         |
| 7453 Slovtsov        | 1978 RV1                 | 5 settembre 1978  | N. S. Chernykh                                         |
| 7454 Kevinrighter    | 1981 EW20                | 2 marzo 1981      | S. J. Bus                                              |
| 7455 Podosek         | 1981 EQ26                | 2 marzo 1981      | S. J. Bus                                              |
| 7456 Doressoundiram  | 1982 OD                  | 17 luglio 1982    | E. Bowell                                              |
| 7457 Veselov         | 1982 SL6                 | 16 settembre 1982 | L. I. Chernykh                                         |
| 7458 -               | 1984 DE1                 | 28 febbraio 1984  | H. Debehogne                                           |
| 7459 Gilbertofranco  | 1984 HR1                 | 28 aprile 1984    | W. Ferreri, V. Zappalà                                 |
| 7460 Julienicoles    | 1984 JN                  | 9 maggio 1984     | J. Gibson                                              |
| 7461 Kachmokiam      | 1984 TD                  | 3 ottobre 1984    | Oak Ridge Observatory                                  |
| 7462 Grenoble        | 1984 WM1                 | 20 novembre 1984  | E. Bowell                                              |
| 7463 Oukawamine      | 1985 SB                  | 20 settembre 1985 | T. Seki                                                |
| 7464 Vipera          | 1987 VB1                 | 15 novembre 1987  | A. Mrkos                                               |
| 7465 Munkanber       | 1989 UA3                 | 31 ottobre 1989   | B. G. W. Manning                                       |
| 7466 -               | 1989 VC2                 | 2 novembre 1989   | T. Hioki, N. Kawasato                                  |
| 7467 -               | 1989 WQ1                 | 25 novembre 1989  | S. Ueda, H. Kaneda                                     |
| 7468 Anfimov         | 1990 UP11                | 17 ottobre 1990   | L. I. Chernykh                                         |
| 7469 Krikalev        | 1990 VU14                | 15 novembre 1990  | L. I. Chernykh                                         |
| 7470 Jabberwock      | 1991 JA                  | 2 maggio 1991     | T. Urata                                               |
| 7471 -               | 1991 YD                  | 28 dicembre 1991  | N. Kawasato                                            |
| 7472 Kumakiri        | 1992 CU                  | 13 febbraio 1992  | M. Akiyama, T. Furuta                                  |
| 7473 -               | 1992 EC4                 | 1 marzo 1992      | UESAC                                                  |
| 7474 -               | 1992 TC                  | 1 ottobre 1992    | R. H. McNaught                                         |
| 7475 Kaizuka         | 1992 UX5                 | 28 ottobre 1992   | K. Endate, K. Watanabe                                 |
| 7476 Ogilsbie        | 1993 GE                  | 14 aprile 1993    | T. B. Spahr                                            |
| 7477 -               | 1993 LC                  | 13 giugno 1993    | H. E. Holt                                             |
| 7478 Hasse           | 1993 OA4                 | 20 luglio 1993    | E. W. Elst                                             |
| 7479 -               | 1994 EC1                 | 4 marzo 1994      | S. Ueda, H. Kaneda                                     |
| 7480 Norwan          | 1994 PC                  | 1 agosto 1994     | C. S. Shoemaker, E. M. Shoemaker                       |
| 7481 San Marcello    | 1994 PA1                 | 11 agosto 1994    | A. Boattini, M. Tombelli                               |
| 7482 -               | 1994 PC1                 | 9 agosto 1994     | R. H. McNaught                                         |
| 7483 Sekitakakazu    | 1994 VO2                 | 1 novembre 1994   | K. Endate, K. Watanabe                                 |
| 7484 Dogo Onsen      | 1994 WF4                 | 30 novembre 1994  | A. Nakamura                                            |
| 7485 Changchun       | 1994 XO                  | 4 dicembre 1994   | M. Koishikawa                                          |
| 7486 Hamabe          | 1994 XJ1                 | 6 dicembre 1994   | T. Kobayashi                                           |
| 7487 Toshitanaka     | 1994 YM                  | 28 dicembre 1994  | T. Kobayashi                                           |
| 7488 Robertpaul      | 1995 KB1                 | 27 maggio 1995    | C. W. Hergenrother                                     |
| 7489 Oribe           | 1995 MX                  | 26 giugno 1995    | C. W. Hergenrother                                     |
| 7490 Babička         | 1995 OF1                 | 31 luglio 1995    | P. Pravec                                              |
| 7491 Linzerag        | 1995 SD2                 | 23 settembre 1995 | Osservatorio San Vittore                               |
| 7492 Kačenka         | 1995 UX                  | 21 ottobre 1995   | P. Pravec                                              |
| 7493 Hirzo           | 1995 US2                 | 24 ottobre 1995   | J. Tichá                                               |
| 7494 Xiwanggongcheng | 1995 UV48                | 28 ottobre 1995   | Beijing Schmidt CCD Asteroid Program                   |
| 7495 Feynman         | 1995 WS4                 | 22 novembre 1995  | M. Tichý, Z. Moravec                                   |
| 7496 Miroslavholub   | 1995 WN6                 | 27 novembre 1995  | M. Tichý                                               |
| 7497 Guangcaishiye   | 1995 YY21                | 17 dicembre 1995  | Beijing Schmidt CCD Asteroid Program                   |
| 7498 Blaník          | 1996 BF                  | 16 gennaio 1996   | Z. Moravec                                             |
| 7499 L'Aquila        | 1996 OO2                 | 24 luglio 1996    | A. Boattini, A. Di Paola                               |
| 7500 Sassi           | 1996 TN                  | 3 ottobre 1996    | Osservatorio di Farra d'Isonzo                         |

## 7501-7600
| Nome                  | Designazione provvisoria | Data di scoperta  | Scopritore                                             |
| --------------------- | ------------------------ | ----------------- | ------------------------------------------------------ |
| 7501 Farra            | 1996 VD3                 | 9 novembre 1996   | Osservatorio di Farra d'Isonzo                         |
| 7502 Arakida          | 1996 VP7                 | 15 novembre 1996  | Y. Shimizu, T. Urata                                   |
| 7503 -                | 1996 VJ38                | 7 novembre 1996   | S. Ueda, H. Kaneda                                     |
| 7504 Kawakita         | 1997 AF1                 | 2 gennaio 1997    | T. Kobayashi                                           |
| 7505 Furusho          | 1997 AM2                 | 3 gennaio 1997    | T. Kobayashi                                           |
| 7506 Lub              | 4837 P-L                 | 24 settembre 1960 | C. J. van Houten, I. van Houten-Groeneveld, T. Gehrels |
| 7507 Israel           | 7063 P-L                 | 17 ottobre 1960   | C. J. van Houten, I. van Houten-Groeneveld, T. Gehrels |
| 7508 Icke             | 2327 T-3                 | 16 ottobre 1977   | C. J. van Houten, I. van Houten-Groeneveld, T. Gehrels |
| 7509 Gamzatov         | 1977 EL                  | 9 marzo 1977      | N. S. Chernykh                                         |
| 7510 -                | 1978 UF6                 | 27 ottobre 1978   | C. M. Olmstead                                         |
| 7511 Patcassen        | 1981 EX24                | 2 marzo 1981      | S. J. Bus                                              |
| 7512 Monicalazzarin   | 1983 CA1                 | 15 febbraio 1983  | E. Bowell                                              |
| 7513 -                | 1985 RU2                 | 5 settembre 1985  | H. Debehogne                                           |
| 7514 -                | 1986 ED                  | 7 marzo 1986      | M. Inoue, O. Muramatsu, T. Urata                       |
| 7515 Marrucino        | 1986 EF5                 | 5 marzo 1986      | G. DeSanctis                                           |
| 7516 Kranjc           | 1987 MC                  | 18 giugno 1987    | Osservatorio San Vittore                               |
| 7517 Alisondoane      | 1989 AD                  | 3 gennaio 1989    | T. Kojima                                              |
| 7518 -                | 1989 FG                  | 29 marzo 1989     | K. Suzuki, T. Furuta                                   |
| 7519 Paulcook         | 1989 UN3                 | 31 ottobre 1989   | B. G. W. Manning                                       |
| 7520 -                | 1990 BV                  | 21 gennaio 1990   | T. Hioki, S. Hayakawa                                  |
| 7521 Wylezalek        | 1990 QS2                 | 24 agosto 1990    | H. E. Holt                                             |
| 7522 -                | 1991 AJ                  | 9 gennaio 1991    | M. Arai, H. Mori                                       |
| 7523 -                | 1991 PF18                | 8 agosto 1991     | H. E. Holt                                             |
| 7524 -                | 1991 RW19                | 14 settembre 1991 | H. E. Holt                                             |
| 7525 Kiyohira         | 1992 YE                  | 18 dicembre 1992  | A. Natori, T. Urata                                    |
| 7526 Ohtsuka          | 1993 AA                  | 2 gennaio 1993    | T. Urata                                               |
| 7527 Marples          | 1993 BJ                  | 20 gennaio 1993   | T. Urata                                               |
| 7528 Huskvarna        | 1993 FS39                | 19 marzo 1993     | UESAC                                                  |
| 7529 Vagnozzi         | 1994 BC                  | 16 gennaio 1994   | Colleverde di Guidonia                                 |
| 7530 Mizusawa         | 1994 GO1                 | 15 aprile 1994    | K. Endate, K. Watanabe                                 |
| 7531 Pecorelli        | 1994 SC                  | 24 settembre 1994 | Stroncone                                              |
| 7532 Pelhřimov        | 1995 UR1                 | 22 ottobre 1995   | M. Tichý                                               |
| 7533 Seiraiji         | 1995 UE6                 | 25 ottobre 1995   | Y. Shimizu, T. Urata                                   |
| 7534 -                | 1995 UA7                 | 26 ottobre 1995   | Y. Shimizu, T. Urata                                   |
| 7535 -                | 1995 WU2                 | 16 novembre 1995  | S. Ueda, H. Kaneda                                     |
| 7536 Fahrenheit       | 1995 WB7                 | 21 novembre 1995  | Y. Shimizu, T. Urata                                   |
| 7537 Solvay           | 1996 HS8                 | 17 aprile 1996    | E. W. Elst                                             |
| 7538 Zenbei           | 1996 VE6                 | 15 novembre 1996  | T. Kobayashi                                           |
| 7539 -                | 1996 XS32                | 6 dicembre 1996   | S. Ueda, H. Kaneda                                     |
| 7540 -                | 1997 AK21                | 9 gennaio 1997    | S. Ueda, H. Kaneda                                     |
| 7541 Nieuwenhuis      | 4019 T-3                 | 16 ottobre 1977   | C. J. van Houten, I. van Houten-Groeneveld, T. Gehrels |
| 7542 Johnpond         | 1953 GN                  | 7 aprile 1953     | K. Reinmuth                                            |
| 7543 Prylis           | 1973 SY                  | 19 settembre 1973 | C. J. van Houten, I. van Houten-Groeneveld, T. Gehrels |
| 7544 Tipografiyanauka | 1976 UB2                 | 26 ottobre 1976   | T. M. Smirnova                                         |
| 7545 Smaklösa         | 1978 OB                  | 28 luglio 1978    | C.-I. Lagerkvist                                       |
| 7546 Meriam           | 1979 MB4                 | 25 giugno 1979    | E. F. Helin, S. J. Bus                                 |
| 7547 Martinnakata     | 1979 MO4                 | 25 giugno 1979    | E. F. Helin, S. J. Bus                                 |
| 7548 Engström         | 1980 FW2                 | 16 marzo 1980     | C.-I. Lagerkvist                                       |
| 7549 Woodard          | 1980 TO5                 | 9 ottobre 1980    | C. S. Shoemaker, E. M. Shoemaker                       |
| 7550 Woolum           | 1981 EV8                 | 1 marzo 1981      | S. J. Bus                                              |
| 7551 Edstolper        | 1981 EF26                | 2 marzo 1981      | S. J. Bus                                              |
| 7552 Sephton          | 1981 EB27                | 2 marzo 1981      | S. J. Bus                                              |
| 7553 Buie             | 1981 FG                  | 30 marzo 1981     | E. Bowell                                              |
| 7554 Johnspencer      | 1981 GQ                  | 5 aprile 1981     | E. Bowell                                              |
| 7555 Venvolkov        | 1981 SZ6                 | 28 settembre 1981 | L. V. Zhuravleva                                       |
| 7556 Perinaldo        | 1982 FX2                 | 18 marzo 1982     | H. Debehogne                                           |
| 7557 -                | 1982 FK3                 | 21 marzo 1982     | H. Debehogne                                           |
| 7558 Yurlov           | 1982 TB2                 | 14 ottobre 1982   | L. G. Karachkina                                       |
| 7559 Kirstinemeyer    | 1985 VF                  | 14 novembre 1985  | P. Jensen                                              |
| 7560 Spudis           | 1986 AJ                  | 10 gennaio 1986   | C. S. Shoemaker, E. M. Shoemaker                       |
| 7561 Patrickmichel    | 1986 TR2                 | 7 ottobre 1986    | E. Bowell                                              |
| 7562 Kagiroino-Oka    | 1986 WO9                 | 30 novembre 1986  | H. Kosai, K. Hurukawa                                  |
| 7563 -                | 1988 BC                  | 16 gennaio 1988   | T. Kojima                                              |
| 7564 Gokumenon        | 1988 CA                  | 7 febbraio 1988   | R. Rajamohan                                           |
| 7565 Zipfel           | 1988 RD11                | 14 settembre 1988 | S. J. Bus                                              |
| 7566 -                | 1988 SP                  | 18 settembre 1988 | H. Debehogne                                           |
| 7567 -                | 1988 TC1                 | 13 ottobre 1988   | S. Ueda, H. Kaneda                                     |
| 7568 -                | 1988 VJ2                 | 7 novembre 1988   | T. Hioki, N. Kawasato                                  |
| 7569 -                | 1989 BK                  | 28 gennaio 1989   | Y. Oshima                                              |
| 7570 -                | 1989 CP                  | 5 febbraio 1989   | M. Arai, H. Mori                                       |
| 7571 Weisse Rose      | 1989 EH6                 | 7 marzo 1989      | F. Börngen                                             |
| 7572 Znokai           | 1989 SF                  | 23 settembre 1989 | K. Endate, K. Watanabe                                 |
| 7573 Basfifty         | 1989 VX                  | 4 novembre 1989   | B. G. W. Manning                                       |
| 7574 -                | 1989 WO1                 | 20 novembre 1989  | W. Kakei, M. Kizawa, T. Urata                          |
| 7575 Kimuraseiji      | 1989 YK                  | 22 dicembre 1989  | Y. Kushida, O. Muramatsu                               |
| 7576 -                | 1990 BN                  | 21 gennaio 1990   | M. Arai, H. Mori                                       |
| 7577 -                | 1990 QV4                 | 24 agosto 1990    | H. E. Holt                                             |
| 7578 Georgböhm        | 1990 SP7                 | 22 settembre 1990 | E. W. Elst                                             |
| 7579 -                | 1990 TN1                 | 14 ottobre 1990   | E. F. Helin                                            |
| 7580 Schwabhausen     | 1990 TM7                 | 13 ottobre 1990   | F. Börngen, L. D. Schmadel                             |
| 7581 Yudovich         | 1990 VY13                | 14 novembre 1990  | L. G. Karachkina                                       |
| 7582 -                | 1990 WL                  | 20 novembre 1990  | R. H. McNaught                                         |
| 7583 Rosegger         | 1991 BA3                 | 17 gennaio 1991   | F. Börngen                                             |
| 7584 Ossietzky        | 1991 GK10                | 9 aprile 1991     | F. Börngen                                             |
| 7585 -                | 1991 PK8                 | 5 agosto 1991     | H. E. Holt                                             |
| 7586 Bismarck         | 1991 RH7                 | 13 settembre 1991 | L. D. Schmadel, F. Börngen                             |
| 7587 Weckmann         | 1992 CF3                 | 2 febbraio 1992   | E. W. Elst                                             |
| 7588 -                | 1992 FJ1                 | 24 marzo 1992     | R. H. McNaught                                         |
| 7589 -                | 1992 SR1                 | 26 settembre 1992 | A. Sugie                                               |
| 7590 Aterui           | 1992 UP4                 | 26 ottobre 1992   | K. Endate, K. Watanabe                                 |
| 7591 -                | 1992 WG3                 | 18 novembre 1992  | S. Ueda, H. Kaneda                                     |
| 7592 Takinemachi      | 1992 WR3                 | 23 novembre 1992  | S. Otomo                                               |
| 7593 Cernuschi        | 1992 WP4                 | 21 novembre 1992  | E. F. Helin                                            |
| 7594 Shotaro          | 1993 BH2                 | 19 gennaio 1993   | T. Seki                                                |
| 7595 Växjö            | 1993 FN26                | 21 marzo 1993     | UESAC                                                  |
| 7596 Yumi             | 1993 GH                  | 10 aprile 1993    | K. Endate, K. Watanabe                                 |
| 7597 Shigemi          | 1993 GM                  | 14 aprile 1993    | S. Otomo                                               |
| 7598 -                | 1994 CS                  | 4 febbraio 1994   | S. Ueda, H. Kaneda                                     |
| 7599 Munari           | 1994 PB                  | 3 agosto 1994     | A. Boattini, M. Tombelli                               |
| 7600 Vacchi           | 1994 RB1                 | 9 settembre 1994  | V. S. Casulli                                          |

## 7601-7700
| Nome                 | Designazione provvisoria | Data di scoperta  | Scopritore                                             |
| -------------------- | ------------------------ | ----------------- | ------------------------------------------------------ |
| 7601 -               | 1994 US1                 | 25 ottobre 1994   | S. Ueda, H. Kaneda                                     |
| 7602 Yidaeam         | 1994 YW1                 | 31 dicembre 1994  | T. Kobayashi                                           |
| 7603 Salopia         | 1995 OA2                 | 25 luglio 1995    | S. P. Laurie                                           |
| 7604 Kridsadaporn    | 1995 QY2                 | 31 agosto 1995    | R. H. McNaught                                         |
| 7605 Cindygraber     | 1995 SR1                 | 21 settembre 1995 | T. B. Spahr                                            |
| 7606 -               | 1995 SV2                 | 20 settembre 1995 | S. Ueda, H. Kaneda                                     |
| 7607 Billmerline     | 1995 SB13                | 18 settembre 1995 | Spacewatch                                             |
| 7608 Telegramia      | 1995 UO1                 | 22 ottobre 1995   | J. Tichá                                               |
| 7609 -               | 1995 WX3                 | 18 novembre 1995  | Y. Shimizu, T. Urata                                   |
| 7610 Sudbury         | 1995 XB                  | 3 dicembre 1995   | D. di Cicco                                            |
| 7611 Hashitatsu      | 1996 BW1                 | 23 gennaio 1996   | T. Kobayashi                                           |
| 7612 -               | 1996 CN2                 | 12 febbraio 1996  | S. Ueda, H. Kaneda                                     |
| 7613 ʻAkikiki        | 1996 DK                  | 16 febbraio 1996  | NEAT                                                   |
| 7614 Masatomi        | 1996 EA                  | 2 marzo 1996      | T. Kobayashi                                           |
| 7615 -               | 1996 TA11                | 9 ottobre 1996    | S. Ueda, H. Kaneda                                     |
| 7616 Sadako          | 1996 VF2                 | 6 novembre 1996   | T. Kobayashi                                           |
| 7617 -               | 1996 VF30                | 7 novembre 1996   | S. Ueda, H. Kaneda                                     |
| 7618 Gotoyukichi     | 1997 AU4                 | 6 gennaio 1997    | T. Kobayashi                                           |
| 7619 -               | 1997 AP21                | 13 gennaio 1997   | Y. Shimizu, T. Urata                                   |
| 7620 Willaert        | 4077 P-L                 | 24 settembre 1960 | C. J. van Houten, I. van Houten-Groeneveld, T. Gehrels |
| 7621 Sweelinck       | 4127 P-L                 | 24 settembre 1960 | C. J. van Houten, I. van Houten-Groeneveld, T. Gehrels |
| 7622 Pergolesi       | 6624 P-L                 | 24 settembre 1960 | C. J. van Houten, I. van Houten-Groeneveld, T. Gehrels |
| 7623 Stamitz         | 9508 P-L                 | 17 ottobre 1960   | C. J. van Houten, I. van Houten-Groeneveld, T. Gehrels |
| 7624 Gluck           | 1251 T-1                 | 25 marzo 1971     | C. J. van Houten, I. van Houten-Groeneveld, T. Gehrels |
| 7625 Louisspohr      | 2150 T-2                 | 29 settembre 1973 | C. J. van Houten, I. van Houten-Groeneveld, T. Gehrels |
| 7626 Iafe            | 1976 QL2                 | 20 agosto 1976    | Felix Aguilar Observatory                              |
| 7627 Wakenokiyomaro  | 1977 DS4                 | 18 febbraio 1977  | H. Kosai, K. Hurukawa                                  |
| 7628 Evgenifedorov   | 1977 QY                  | 19 agosto 1977    | N. S. Chernykh                                         |
| 7629 Foros           | 1977 QK1                 | 19 agosto 1977    | N. S. Chernykh                                         |
| 7630 Yidumduma       | 1979 MR2                 | 25 giugno 1979    | E. F. Helin, S. J. Bus                                 |
| 7631 Vokrouhlický    | 1981 WH                  | 20 novembre 1981  | E. Bowell                                              |
| 7632 Stanislav       | 1982 UT5                 | 20 ottobre 1982   | L. G. Karachkina                                       |
| 7633 Volodymyr       | 1982 UD7                 | 21 ottobre 1982   | L. G. Karachkina                                       |
| 7634 Shizutani-Kou   | 1982 VO3                 | 14 novembre 1982  | H. Kosai, K. Hurukawa                                  |
| 7635 Carolinesmith   | 1983 VH1                 | 6 novembre 1983   | A. Mrkos                                               |
| 7636 Comba           | 1984 CM                  | 5 febbraio 1984   | E. Bowell                                              |
| 7637                 | 1984 DN                  | 23 febbraio 1984  | H. Debehogne                                           |
| 7638 Gladman         | 1984 UX                  | 26 ottobre 1984   | E. Bowell                                              |
| 7639 Offutt          | 1985 DC1                 | 21 febbraio 1985  | Oak Ridge Observatory                                  |
| 7640 Marzari         | 1985 PX                  | 14 agosto 1985    | E. Bowell                                              |
| 7641 Cteatus         | 1986 TT6                 | 5 ottobre 1986    | M. Antal                                               |
| 7642 -               | 1988 TZ                  | 13 ottobre 1988   | S. Ueda, H. Kaneda                                     |
| 7643 -               | 1988 VQ1                 | 6 novembre 1988   | M. Arai, H. Mori                                       |
| 7644 Cslewis         | 1988 VR5                 | 4 novembre 1988   | A. Mrkos                                               |
| 7645 Pons            | 1989 AC2                 | 4 gennaio 1989    | A. Mrkos                                               |
| 7646 -               | 1989 KE                  | 29 maggio 1989    | H. E. Holt                                             |
| 7647 Etrépigny       | 1989 SR2                 | 26 settembre 1989 | E. W. Elst                                             |
| 7648 Tomboles        | 1989 TB1                 | 8 ottobre 1989    | Y. Mizuno, T. Furuta                                   |
| 7649 Bougainville    | 1990 SV5                 | 22 settembre 1990 | E. W. Elst                                             |
| 7650 Kaname          | 1990 UG                  | 16 ottobre 1990   | T. Seki                                                |
| 7651 Villeneuve      | 1990 VD6                 | 15 novembre 1990  | E. W. Elst                                             |
| 7652 -               | 1991 RL5                 | 13 settembre 1991 | H. E. Holt                                             |
| 7653 -               | 1991 UV                  | 18 ottobre 1991   | S. Ueda, H. Kaneda                                     |
| 7654 -               | 1991 VV3                 | 11 novembre 1991  | S. Ueda, H. Kaneda                                     |
| 7655 Adamries        | 1991 YM1                 | 28 dicembre 1991  | F. Börngen                                             |
| 7656 Joemontani      | 1992 HX                  | 24 aprile 1992    | Spacewatch                                             |
| 7657 Jefflarsen      | 1992 HK1                 | 25 aprile 1992    | Spacewatch                                             |
| 7658 -               | 1993 BM12                | 22 gennaio 1993   | S. Ueda, H. Kaneda                                     |
| 7659 -               | 1993 CP1                 | 15 febbraio 1993  | S. Ueda, H. Kaneda                                     |
| 7660 Alexanderwilson | 1993 VM1                 | 5 novembre 1993   | R. H. McNaught                                         |
| 7661 Reincken        | 1994 PK38                | 10 agosto 1994    | E. W. Elst                                             |
| 7662 -               | 1994 RM1                 | 3 settembre 1994  | Y. Shimizu, T. Urata                                   |
| 7663 -               | 1994 RX1                 | 2 settembre 1994  | E. F. Helin                                            |
| 7664 Namahage        | 1994 TE3                 | 2 ottobre 1994    | K. Endate, K. Watanabe                                 |
| 7665 Putignano       | 1994 TK3                 | 11 ottobre 1994   | V. S. Casulli                                          |
| 7666 Keyaki          | 1994 VC1                 | 4 novembre 1994   | K. Cross                                               |
| 7667 -               | 1995 BL3                 | 29 gennaio 1995   | Y. Shimizu, T. Urata                                   |
| 7668 Mizunotakao     | 1995 BR3                 | 31 gennaio 1995   | T. Kobayashi                                           |
| 7669 Malše           | 1995 PB                  | 4 agosto 1995     | M. Tichý, Z. Moravec                                   |
| 7670 Kabeláč         | 1995 QJ                  | 20 agosto 1995    | L. Šarounová                                           |
| 7671 Albis           | 1995 UK1                 | 22 ottobre 1995   | Z. Moravec                                             |
| 7672 Hawking         | 1995 UO2                 | 24 ottobre 1995   | Klet                                                   |
| 7673 Inohara         | 1995 UY3                 | 20 ottobre 1995   | T. Kobayashi                                           |
| 7674 Kasuga          | 1995 VO1                 | 15 novembre 1995  | K. Endate, K. Watanabe                                 |
| 7675 Gorizia         | 1995 WT5                 | 23 novembre 1995  | Osservatorio di Farra d'Isonzo                         |
| 7676 -               | 1995 WN8                 | 18 novembre 1995  | Y. Shimizu, T. Urata                                   |
| 7677 Sawa            | 1995 YP3                 | 27 dicembre 1995  | T. Kobayashi                                           |
| 7678 Onoda           | 1996 CW2                 | 15 febbraio 1996  | A. Nakamura                                            |
| 7679 Asiago          | 1996 CA9                 | 15 febbraio 1996  | U. Munari, M. Tombelli                                 |
| 7680 Cari            | 1996 HB                  | 16 aprile 1996    | Stroncone                                              |
| 7681 Chenjingrun     | 1996 YK2                 | 24 dicembre 1996  | Beijing Schmidt CCD Asteroid Program                   |
| 7682 Miura           | 1997 CY19                | 12 febbraio 1997  | T. Kobayashi                                           |
| 7683 Wuwenjun        | 1997 DE                  | 19 febbraio 1997  | Beijing Schmidt CCD Asteroid Program                   |
| 7684 Marioferrero    | 1997 EY                  | 3 marzo 1997      | P. G. Comba                                            |
| 7685 -               | 1997 EP17                | 1 marzo 1997      | S. Ueda, H. Kaneda                                     |
| 7686 Wolfernst       | 2024 P-L                 | 24 settembre 1960 | C. J. van Houten, I. van Houten-Groeneveld, T. Gehrels |
| 7687 Matthias        | 2099 P-L                 | 24 settembre 1960 | C. J. van Houten, I. van Houten-Groeneveld, T. Gehrels |
| 7688 Lothar          | 2536 P-L                 | 24 settembre 1960 | C. J. van Houten, I. van Houten-Groeneveld, T. Gehrels |
| 7689 Reinerstoss     | 4036 P-L                 | 24 settembre 1960 | C. J. van Houten, I. van Houten-Groeneveld, T. Gehrels |
| 7690 Sackler         | 2291 T-1                 | 25 marzo 1971     | C. J. van Houten, I. van Houten-Groeneveld, T. Gehrels |
| 7691 Brady           | 3186 T-3                 | 16 ottobre 1977   | C. J. van Houten, I. van Houten-Groeneveld, T. Gehrels |
| 7692 Edhenderson     | 1981 EZ25                | 2 marzo 1981      | S. J. Bus                                              |
| 7693 Hoshitakuhai    | 1982 WE                  | 20 novembre 1982  | T. Seki                                                |
| 7694 Krasetín        | 1983 SF                  | 29 settembre 1983 | A. Mrkos                                               |
| 7695 Přemysl         | 1984 WA1                 | 27 novembre 1984  | A. Mrkos                                               |
| 7696 Liebe           | 1988 JD                  | 10 maggio 1988    | W. Landgraf                                            |
| 7697 -               | 1989 AE                  | 3 gennaio 1989    | T. Kojima                                              |
| 7698 Schweitzer      | 1989 AS6                 | 11 gennaio 1989   | F. Börngen                                             |
| 7699 Božek           | 1989 CB4                 | 2 febbraio 1989   | A. Mrkos                                               |
| 7700 Rote Kapelle    | 1990 TE8                 | 13 ottobre 1990   | F. Börngen, L. D. Schmadel                             |

## 7701-7800
| Nome                  | Designazione provvisoria | Data di scoperta  | Scopritore                                             |
| --------------------- | ------------------------ | ----------------- | ------------------------------------------------------ |
| 7701 Zrzavý           | 1990 TX8                 | 14 ottobre 1990   | A. Mrkos                                               |
| 7702 -                | 1991 PO13                | 5 agosto 1991     | H. E. Holt                                             |
| 7703 -                | 1991 RW                  | 7 settembre 1991  | E. F. Helin                                            |
| 7704 Dellen           | 1992 EB7                 | 1 marzo 1992      | UESAC                                                  |
| 7705 Humeln           | 1993 FU7                 | 17 marzo 1993     | UESAC                                                  |
| 7706 Mien             | 1993 FZ36                | 19 marzo 1993     | UESAC                                                  |
| 7707 Yes              | 1993 HM1                 | 17 aprile 1993    | C. W. Hergenrother                                     |
| 7708 Fennimore        | 1994 GF9                 | 11 aprile 1994    | S. Ueda, H. Kaneda                                     |
| 7709 -                | 1994 RN1                 | 8 settembre 1994  | Y. Shimizu, T. Urata                                   |
| 7710 Ishibashi        | 1994 WT2                 | 30 novembre 1994  | T. Kobayashi                                           |
| 7711 Říp              | 1994 XF                  | 2 dicembre 1994   | Z. Moravec                                             |
| 7712 -                | 1995 TB1                 | 12 ottobre 1995   | Y. Shimizu, T. Urata                                   |
| 7713 Tsutomu          | 1995 YE                  | 17 dicembre 1995  | T. Kobayashi                                           |
| 7714 Briccialdi       | 1996 CC1                 | 9 febbraio 1996   | Stroncone                                              |
| 7715 Leonidarosino    | 1996 CR7                 | 14 febbraio 1996  | U. Munari, M. Tombelli                                 |
| 7716 Ube              | 1996 DA3                 | 22 febbraio 1996  | A. Nakamura                                            |
| 7717 Tabeisshi        | 1997 AL5                 | 7 gennaio 1997    | T. Kobayashi                                           |
| 7718 Desnoux          | 1997 EP30                | 10 marzo 1997     | C. Buil                                                |
| 7719 -                | 1997 GT36                | 7 aprile 1997     | LINEAR                                                 |
| 7720 Lepaute          | 4559 P-L                 | 26 settembre 1960 | C. J. van Houten, I. van Houten-Groeneveld, T. Gehrels |
| 7721 Andrillat        | 6612 P-L                 | 24 settembre 1960 | C. J. van Houten, I. van Houten-Groeneveld, T. Gehrels |
| 7722 Firneis          | 2240 T-2                 | 29 settembre 1973 | C. J. van Houten, I. van Houten-Groeneveld, T. Gehrels |
| 7723 Lugger           | 1952 QW                  | 28 agosto 1952    | Università dell'Indiana                                |
| 7724 Moroso           | 1970 OB                  | 24 luglio 1970    | Felix Aguilar Observatory                              |
| 7725 Sel'vinskij      | 1972 RX1                 | 11 settembre 1972 | N. S. Chernykh                                         |
| 7726 Olegbykov        | 1974 QM2                 | 27 agosto 1974    | L. I. Chernykh                                         |
| 7727 Chepurova        | 1975 EA3                 | 8 marzo 1975      | N. S. Chernykh                                         |
| 7728 Giblin           | 1977 AW2                 | 12 gennaio 1977   | E. Bowell                                              |
| 7729 Golovanov        | 1977 QY3                 | 24 agosto 1977    | N. S. Chernykh                                         |
| 7730 Sergerasimov     | 1978 NN1                 | 4 luglio 1978     | L. I. Chernykh                                         |
| 7731 -                | 1978 UV                  | 28 ottobre 1978   | H. L. Giclas                                           |
| 7732 Ralphpass        | 1978 VE9                 | 7 novembre 1978   | E. F. Helin, S. J. Bus                                 |
| 7733 Segarpassi       | 1979 MH4                 | 25 giugno 1979    | E. F. Helin, S. J. Bus                                 |
| 7734 Kaltenegger      | 1979 MZ6                 | 25 giugno 1979    | E. F. Helin, S. J. Bus                                 |
| 7735 Scorzelli        | 1980 UL1                 | 31 ottobre 1980   | S. J. Bus                                              |
| 7736 Nizhnij Novgorod | 1981 RC5                 | 8 settembre 1981  | L. V. Zhuravleva                                       |
| 7737 Sirrah           | 1981 VU                  | 5 novembre 1981   | E. Bowell                                              |
| 7738 Heyman           | 1981 WS1                 | 24 novembre 1981  | Osservatorio di Oak Ridge                              |
| 7739 Čech             | 1982 CE                  | 14 febbraio 1982  | L. Brožek                                              |
| 7740 Petit            | 1983 RR2                 | 6 settembre 1983  | E. Bowell                                              |
| 7741 Fedoseev         | 1983 RR4                 | 1 settembre 1983  | L. G. Karachkina                                       |
| 7742 Altamira         | 1985 US                  | 20 ottobre 1985   | A. Mrkos                                               |
| 7743 -                | 1986 JA                  | 2 maggio 1986     | Copenhagen Observatory                                 |
| 7744 -                | 1986 QA1                 | 26 agosto 1986    | H. Debehogne                                           |
| 7745 -                | 1987 DB6                 | 22 febbraio 1987  | H. Debehogne                                           |
| 7746 -                | 1987 RC1                 | 13 settembre 1987 | H. Debehogne                                           |
| 7747 Michałowski      | 1987 SO                  | 19 settembre 1987 | E. Bowell                                              |
| 7748 -                | 1987 TA                  | 12 ottobre 1987   | T. Niijima, T. Urata                                   |
| 7749 Jackschmitt      | 1988 JP                  | 12 maggio 1988    | C. S. Shoemaker, E. M. Shoemaker                       |
| 7750 McEwen           | 1988 QD1                 | 18 agosto 1988    | C. S. Shoemaker, E. M. Shoemaker                       |
| 7751 -                | 1988 UA                  | 16 ottobre 1988   | S. Ueda, H. Kaneda                                     |
| 7752 Otauchunokai     | 1988 US                  | 31 ottobre 1988   | T. Niijima, K. Kanai                                   |
| 7753 -                | 1988 XB                  | 4 dicembre 1988   | Y. Oshima                                              |
| 7754 Gopalan          | 1989 TT11                | 2 ottobre 1989    | S. J. Bus                                              |
| 7755 Haute-Provence   | 1989 YO5                 | 28 dicembre 1989  | E. W. Elst                                             |
| 7756 Scientia         | 1990 FR1                 | 27 marzo 1990     | C. S. Shoemaker, E. M. Shoemaker                       |
| 7757 Kameya           | 1990 KO                  | 22 maggio 1990    | E. F. Helin                                            |
| 7758 Poulanderson     | 1990 KT                  | 21 maggio 1990    | E. F. Helin                                            |
| 7759 -                | 1990 QD2                 | 22 agosto 1990    | H. E. Holt                                             |
| 7760 -                | 1990 RW3                 | 14 settembre 1990 | H. E. Holt                                             |
| 7761 -                | 1990 SL                  | 20 settembre 1990 | R. H. McNaught                                         |
| 7762 -                | 1990 SY2                 | 18 settembre 1990 | H. E. Holt                                             |
| 7763 Crabeels         | 1990 UT5                 | 16 ottobre 1990   | E. W. Elst                                             |
| 7764 -                | 1991 AB                  | 7 gennaio 1991    | S. Inoda, T. Urata                                     |
| 7765 -                | 1991 AD                  | 8 gennaio 1991    | Y. Kushida, O. Muramatsu                               |
| 7766 Jododaira        | 1991 BH2                 | 23 gennaio 1991   | K. Endate, K. Watanabe                                 |
| 7767 Tomatic          | 1991 RB5                 | 13 settembre 1991 | L. D. Schmadel, F. Börngen                             |
| 7768 -                | 1991 SX1                 | 16 settembre 1991 | H. E. Holt                                             |
| 7769 Okuni            | 1991 VF4                 | 4 novembre 1991   | S. Otomo                                               |
| 7770 Siljan           | 1992 EQ8                 | 2 marzo 1992      | UESAC                                                  |
| 7771 Tvären           | 1992 EZ9                 | 2 marzo 1992      | UESAC                                                  |
| 7772 -                | 1992 EQ15                | 1 marzo 1992      | UESAC                                                  |
| 7773 Kyokuchiken      | 1992 FS                  | 23 marzo 1992     | K. Endate, K. Watanabe                                 |
| 7774 -                | 1992 UU2                 | 19 ottobre 1992   | K. Endate, K. Watanabe                                 |
| 7775 Taiko            | 1992 XD                  | 4 dicembre 1992   | Y. Kushida, O. Muramatsu                               |
| 7776 Takeishi         | 1993 BF                  | 20 gennaio 1993   | T. Urata                                               |
| 7777 Consadole        | 1993 CO1                 | 15 febbraio 1993  | S. Ueda, H. Kaneda                                     |
| 7778 Markrobinson     | 1993 HK1                 | 17 aprile 1993    | C. S. Shoemaker, E. M. Shoemaker                       |
| 7779 Susanring        | 1993 KL                  | 19 maggio 1993    | J. B. Child                                            |
| 7780 Maren            | 1993 NJ                  | 15 luglio 1993    | E. F. Helin, J. B. Child                               |
| 7781 Townsend         | 1993 QT                  | 19 agosto 1993    | E. F. Helin                                            |
| 7782 Mony             | 1994 CY                  | 7 febbraio 1994   | Stroncone                                              |
| 7783 -                | 1994 JD                  | 4 maggio 1994     | T. B. Spahr                                            |
| 7784 Watterson        | 1994 PL                  | 5 agosto 1994     | T. B. Spahr                                            |
| 7785 -                | 1994 QW                  | 29 agosto 1994    | Y. Shimizu, T. Urata                                   |
| 7786 -                | 1994 TB15                | 14 ottobre 1994   | Y. Shimizu, T. Urata                                   |
| 7787 Annalaura        | 1994 WW                  | 23 novembre 1994  | L. Tesi, A. Boattini                                   |
| 7788 Tsukuba          | 1994 XS                  | 4 dicembre 1994   | A. Nakamura                                            |
| 7789 Kwiatkowski      | 1994 XE6                 | 2 dicembre 1994   | E. Bowell                                              |
| 7790 Miselli          | 1995 DK2                 | 28 febbraio 1995  | Stroncone                                              |
| 7791 Ebicykl          | 1995 EB                  | 1 marzo 1995      | M. Tichý                                               |
| 7792 -                | 1995 WZ3                 | 18 novembre 1995  | Y. Shimizu, T. Urata                                   |
| 7793 -                | 1995 YC3                 | 27 dicembre 1995  | NEAT                                                   |
| 7794 Sanvito          | 1996 AD4                 | 15 gennaio 1996   | U. Munari, M. Tombelli                                 |
| 7795 -                | 1996 AN15                | 14 gennaio 1996   | Beijing Schmidt CCD Asteroid Program                   |
| 7796 Járacimrman      | 1996 BG                  | 16 gennaio 1996   | Z. Moravec                                             |
| 7797 Morita           | 1996 BK2                 | 26 gennaio 1996   | T. Kobayashi                                           |
| 7798 -                | 1996 CL                  | 1 febbraio 1996   | Beijing Schmidt CCD Asteroid Program                   |
| 7799 Martinšolc       | 1996 DW1                 | 24 febbraio 1996  | Klet                                                   |
| 7800 Zhongkeyuan      | 1996 EW2                 | 11 marzo 1996     | Beijing Schmidt CCD Asteroid Program                   |

## 7801-7900
| Nome                 | Designazione provvisoria | Data di scoperta  | Scopritore                                             |
| -------------------- | ------------------------ | ----------------- | ------------------------------------------------------ |
| 7801 Goretti         | 1996 GG2                 | 12 aprile 1996    | L. Tesi, A. Boattini                                   |
| 7802 Takiguchi       | 1996 XG1                 | 2 dicembre 1996   | T. Kobayashi                                           |
| 7803 Adachi          | 1997 EW2                 | 4 marzo 1997      | T. Kobayashi                                           |
| 7804 Boesgaard       | 3083 P-L                 | 24 settembre 1960 | C. J. van Houten, I. van Houten-Groeneveld, T. Gehrels |
| 7805 Moons           | 7610 P-L                 | 17 ottobre 1960   | C. J. van Houten, I. van Houten-Groeneveld, T. Gehrels |
| 7806 Umasslowell     | 1971 UM                  | 26 ottobre 1971   | L. Kohoutek                                            |
| 7807 Grier           | 1975 SJ1                 | 30 settembre 1975 | S. J. Bus                                              |
| 7808 Bagould         | 1976 GL8                 | 5 aprile 1976     | M. R. Cesco                                            |
| 7809 Marcialangton   | 1979 ML1                 | 25 giugno 1979    | E. F. Helin, S. J. Bus                                 |
| 7810 -               | 1981 DE                  | 26 febbraio 1981  | H. Debehogne, G. DeSanctis                             |
| 7811 Zhaojiuzhang    | 1982 DT6                 | 23 febbraio 1982  | Purple Mountain Observatory                            |
| 7812 Billward        | 1984 UT                  | 26 ottobre 1984   | E. Bowell                                              |
| 7813 Anderserikson   | 1985 UF3                 | 16 ottobre 1985   | C.-I. Lagerkvist                                       |
| 7814 -               | 1986 CF2                 | 13 febbraio 1986  | H. Debehogne                                           |
| 7815 Dolon           | 1987 QN                  | 21 agosto 1987    | E. W. Elst                                             |
| 7816 Hanoi           | 1987 YA                  | 18 dicembre 1987  | M. Koishikawa                                          |
| 7817 Zibiturtle      | 1988 RH10                | 14 settembre 1988 | S. J. Bus                                              |
| 7818 Muirhead        | 1990 QO                  | 19 agosto 1990    | E. F. Helin                                            |
| 7819 -               | 1990 RR3                 | 14 settembre 1990 | H. E. Holt                                             |
| 7820 Ianlyon         | 1990 TU8                 | 14 ottobre 1990   | A. Mrkos                                               |
| 7821 -               | 1991 AC                  | 8 gennaio 1991    | Y. Kushida, O. Muramatsu                               |
| 7822 -               | 1991 CS                  | 13 febbraio 1991  | R. H. McNaught                                         |
| 7823 -               | 1991 PF10                | 7 agosto 1991     | H. E. Holt                                             |
| 7824 Lynch           | 1991 RM2                 | 7 settembre 1991  | E. F. Helin                                            |
| 7825 -               | 1991 TL1                 | 10 ottobre 1991   | J. Alu                                                 |
| 7826 Kinugasa        | 1991 VO                  | 2 novembre 1991   | A. Takahashi, K. Watanabe                              |
| 7827 -               | 1992 QE2                 | 22 agosto 1992    | H. E. Holt                                             |
| 7828 Noriyositosi    | 1992 SD13                | 28 settembre 1992 | M. Yanai, K. Watanabe                                  |
| 7829 Jaroff          | 1992 WY4                 | 21 novembre 1992  | E. F. Helin                                            |
| 7830 Akihikotago     | 1993 DC1                 | 24 febbraio 1993  | Y. Kushida, O. Muramatsu                               |
| 7831 François-Xavier | 1993 FQ                  | 21 marzo 1993     | E. F. Helin                                            |
| 7832 -               | 1993 FA27                | 21 marzo 1993     | UESAC                                                  |
| 7833 Nilstamm        | 1993 FV32                | 19 marzo 1993     | UESAC                                                  |
| 7834 -               | 1993 JL                  | 14 maggio 1993    | S. Ueda, H. Kaneda                                     |
| 7835 Myroncope       | 1993 MC                  | 16 giugno 1993    | T. B. Spahr                                            |
| 7836 -               | 1993 TG                  | 9 ottobre 1993    | N. Kawasato                                            |
| 7837 Mutsumi         | 1993 TX                  | 11 ottobre 1993   | H. Abe, S. Miyasaka                                    |
| 7838 Feliceierman    | 1993 WA                  | 16 novembre 1993  | Osservatorio di Farra d'Isonzo                         |
| 7839 -               | 1994 ND                  | 3 luglio 1994     | R. H. McNaught                                         |
| 7840 Hendrika        | 1994 TL3                 | 5 ottobre 1994    | G. C. L. Aikman                                        |
| 7841 -               | 1994 UE1                 | 31 ottobre 1994   | Y. Shimizu, T. Urata                                   |
| 7842 Ishitsuka       | 1994 XQ                  | 1 dicembre 1994   | K. Endate, K. Watanabe                                 |
| 7843 -               | 1994 YE1                 | 22 dicembre 1994  | S. Ueda, H. Kaneda                                     |
| 7844 Horikawa        | 1995 YL1                 | 21 dicembre 1995  | T. Kobayashi                                           |
| 7845 Mckim           | 1996 AC                  | 1 gennaio 1996    | T. Kobayashi                                           |
| 7846 Setvák          | 1996 BJ                  | 16 gennaio 1996   | M. Tichý                                               |
| 7847 Mattiaorsi      | 1996 CS8                 | 14 febbraio 1996  | U. Munari, M. Tombelli                                 |
| 7848 Bernasconi      | 1996 DF1                 | 22 febbraio 1996  | M. Cavagna, A. Testa                                   |
| 7849 Janjosefrič     | 1996 HR                  | 18 aprile 1996    | P. Pravec, L. Šarounová                                |
| 7850 Buenos Aires    | 1996 LH                  | 10 giugno 1996    | L. Macri                                               |
| 7851 Azumino         | 1996 YW2                 | 29 dicembre 1996  | N. Sato                                                |
| 7852 Itsukushima     | 7604 P-L                 | 17 ottobre 1960   | C. J. van Houten, I. van Houten-Groeneveld, T. Gehrels |
| 7853 Confucius       | 2086 T-2                 | 29 settembre 1973 | C. J. van Houten, I. van Houten-Groeneveld, T. Gehrels |
| 7854 Laotse          | 1076 T-3                 | 17 ottobre 1977   | C. J. van Houten, I. van Houten-Groeneveld, T. Gehrels |
| 7855 Tagore          | 4092 T-3                 | 16 ottobre 1977   | C. J. van Houten, I. van Houten-Groeneveld, T. Gehrels |
| 7856 Viktorbykov     | 1975 VB1                 | 1 novembre 1975   | T. M. Smirnova                                         |
| 7857 Lagerros        | 1978 QC3                 | 22 agosto 1978    | C.-I. Lagerkvist                                       |
| 7858 Bolotov         | 1978 SB3                 | 26 settembre 1978 | L. V. Zhuravleva                                       |
| 7859 Lhasa           | 1979 US                  | 19 ottobre 1979   | A. Mrkos                                               |
| 7860 Zahnle          | 1980 PF                  | 6 agosto 1980     | E. Bowell                                              |
| 7861 Messenger       | 1981 EK25                | 2 marzo 1981      | S. J. Bus                                              |
| 7862 Keikonakamura   | 1981 EE28                | 2 marzo 1981      | S. J. Bus                                              |
| 7863 Turnbull        | 1981 VK                  | 2 novembre 1981   | B. A. Skiff                                            |
| 7864 Borucki         | 1982 EE                  | 14 marzo 1982     | A. Mrkos                                               |
| 7865 Françoisgros    | 1982 FG3                 | 21 marzo 1982     | H. Debehogne                                           |
| 7866 Sicoli          | 1982 TK                  | 13 ottobre 1982   | E. Bowell                                              |
| 7867 Burian          | 1984 SB1                 | 20 settembre 1984 | A. Mrkos                                               |
| 7868 Barker          | 1984 UX2                 | 26 ottobre 1984   | E. Bowell                                              |
| 7869 Pradun          | 1987 RV3                 | 2 settembre 1987  | L. I. Chernykh                                         |
| 7870 -               | 1987 UP2                 | 25 ottobre 1987   | P. Jensen                                              |
| 7871 Tunder          | 1990 SW4                 | 22 settembre 1990 | E. W. Elst                                             |
| 7872 -               | 1990 UC                  | 18 ottobre 1990   | T. Urata                                               |
| 7873 Böll            | 1991 AE3                 | 15 gennaio 1991   | F. Börngen                                             |
| 7874 -               | 1991 BE                  | 18 gennaio 1991   | S. Inoda, T. Urata                                     |
| 7875 -               | 1991 ES1                 | 7 marzo 1991      | S. Ueda, H. Kaneda                                     |
| 7876 -               | 1991 VW3                 | 11 novembre 1991  | S. Ueda, H. Kaneda                                     |
| 7877 -               | 1992 AH1                 | 10 gennaio 1992   | N. Kawasato                                            |
| 7878 -               | 1992 DZ                  | 27 febbraio 1992  | N. Kawasato                                            |
| 7879 -               | 1992 EX17                | 3 marzo 1992      | UESAC                                                  |
| 7880 -               | 1992 OM7                 | 19 luglio 1992    | H. Debehogne, Á. López-G.                              |
| 7881 Schieferdecker  | 1992 RC7                 | 2 settembre 1992  | E. W. Elst                                             |
| 7882 -               | 1993 FL6                 | 17 marzo 1993     | UESAC                                                  |
| 7883 -               | 1993 GD1                 | 15 aprile 1993    | H. E. Holt                                             |
| 7884 -               | 1993 HH7                 | 24 aprile 1993    | H. Debehogne                                           |
| 7885 Levine          | 1993 KQ2                 | 17 maggio 1993    | T. B. Spahr                                            |
| 7886 Redman          | 1993 PE                  | 12 agosto 1993    | D. D. Balam                                            |
| 7887 Bratfest        | 1993 SU2                 | 18 settembre 1993 | C. W. Hergenrother                                     |
| 7888 -               | 1993 UC                  | 20 ottobre 1993   | R. H. McNaught                                         |
| 7889 -               | 1994 LX                  | 15 giugno 1994    | Spacewatch                                             |
| 7890 Yasuofukui      | 1994 TC3                 | 2 ottobre 1994    | K. Endate, K. Watanabe                                 |
| 7891 Fuchie          | 1994 VJ7                 | 11 novembre 1994  | M. Hirasawa, S. Suzuki                                 |
| 7892 Musamurahigashi | 1994 WQ12                | 27 novembre 1994  | M. Hirasawa, S. Suzuki                                 |
| 7893 -               | 1994 XY                  | 2 dicembre 1994   | Y. Shimizu, T. Urata                                   |
| 7894 Rogers          | 1994 XC1                 | 6 dicembre 1994   | T. Kobayashi                                           |
| 7895 Kaseda          | 1995 DK1                 | 22 febbraio 1995  | F. Uto                                                 |
| 7896 Švejk           | 1995 EC                  | 1 marzo 1995      | Z. Moravec                                             |
| 7897 Bohuška         | 1995 EL1                 | 12 marzo 1995     | L. Šarounová                                           |
| 7898 Ohkuma          | 1995 XR1                 | 15 dicembre 1995  | T. Kobayashi                                           |
| 7899 Joya            | 1996 BV3                 | 30 gennaio 1996   | T. Kobayashi                                           |
| 7900 Portule         | 1996 CV8                 | 14 febbraio 1996  | U. Munari, M. Tombelli                                 |

## 7901-8000
| Nome                  | Designazione provvisoria | Data di scoperta  | Scopritore                                             |
| --------------------- | ------------------------ | ----------------- | ------------------------------------------------------ |
| 7901 Konnai           | 1996 DP                  | 19 febbraio 1996  | T. Kobayashi                                           |
| 7902 Hanff            | 1996 HT17                | 18 aprile 1996    | E. W. Elst                                             |
| 7903 Albinoni         | 1996 HV24                | 20 aprile 1996    | E. W. Elst                                             |
| 7904 Morrow           | 1997 JL4                 | 1 maggio 1997     | LINEAR                                                 |
| 7905 Juzoitami        | 1997 OX                  | 24 luglio 1997    | A. Nakamura                                            |
| 7906 Melanchton       | 3081 P-L                 | 24 settembre 1960 | C. J. van Houten, I. van Houten-Groeneveld, T. Gehrels |
| 7907 Erasmus          | 4047 P-L                 | 24 settembre 1960 | C. J. van Houten, I. van Houten-Groeneveld, T. Gehrels |
| 7908 Zwingli          | 4192 T-1                 | 26 marzo 1971     | C. J. van Houten, I. van Houten-Groeneveld, T. Gehrels |
| 7909 Ziffer           | 1975 SK                  | 30 settembre 1975 | S. J. Bus                                              |
| 7910 Aleksola         | 1976 GD2                 | 1 aprile 1976     | N. S. Chernykh                                         |
| 7911 Carlpilcher      | 1977 RZ8                 | 8 settembre 1977  | E. Bowell                                              |
| 7912 Lapovok          | 1978 PO3                 | 8 agosto 1978     | N. S. Chernykh                                         |
| 7913 Parfenov         | 1978 TU8                 | 9 ottobre 1978    | L. V. Zhuravleva                                       |
| 7914 -                | 1978 UW7                 | 27 ottobre 1978   | C. M. Olmstead                                         |
| 7915 Halbrook         | 1979 MA6                 | 25 giugno 1979    | E. F. Helin, S. J. Bus                                 |
| 7916 Gigiproietti     | 1981 EN                  | 1 marzo 1981      | H. Debehogne, G. DeSanctis                             |
| 7917 Hammergren       | 1981 EG5                 | 2 marzo 1981      | S. J. Bus                                              |
| 7918 Berrilli         | 1981 EJ22                | 2 marzo 1981      | S. J. Bus                                              |
| 7919 Prime            | 1981 EZ27                | 2 marzo 1981      | S. J. Bus                                              |
| 7920 -                | 1981 XM2                 | 3 dicembre 1981   | Purple Mountain Observatory                            |
| 7921 Huebner          | 1982 RF                  | 15 settembre 1982 | E. Bowell                                              |
| 7922 Violalaurenti    | 1983 CO3                 | 12 febbraio 1983  | H. Debehogne, G. DeSanctis                             |
| 7923 Chyba            | 1983 WJ                  | 28 novembre 1983  | E. Bowell                                              |
| 7924 Simbirsk         | 1986 PW4                 | 6 agosto 1986     | N. S. Chernykh, L. I. Chernykh                         |
| 7925 Shelus           | 1986 RX2                 | 6 settembre 1986  | E. Bowell                                              |
| 7926 -                | 1986 RD5                 | 3 settembre 1986  | H. Debehogne                                           |
| 7927 Jamiegilmour     | 1986 WV1                 | 29 novembre 1986  | A. Mrkos                                               |
| 7928 Bijaoui          | 1986 WM5                 | 27 novembre 1986  | CERGA                                                  |
| 7929 -                | 1987 SK12                | 16 settembre 1987 | H. Debehogne                                           |
| 7930 -                | 1987 VD                  | 15 novembre 1987  | S. Ueda, H. Kaneda                                     |
| 7931 Kristianpedersen | 1988 EB1                 | 13 marzo 1988     | P. Jensen                                              |
| 7932 Plimpton         | 1989 GP                  | 7 aprile 1989     | E. F. Helin                                            |
| 7933 Magritte         | 1989 GP4                 | 3 aprile 1989     | E. W. Elst                                             |
| 7934 Sinatra          | 1989 SG1                 | 26 settembre 1989 | E. W. Elst                                             |
| 7935 Beppefenoglio    | 1990 EZ5                 | 1 marzo 1990      | H. Debehogne                                           |
| 7936 Mikemagee        | 1990 OW2                 | 30 luglio 1990    | H. E. Holt                                             |
| 7937 -                | 1990 QA2                 | 22 agosto 1990    | H. E. Holt                                             |
| 7938 -                | 1990 SL2                 | 17 settembre 1990 | H. E. Holt                                             |
| 7939 Asphaug          | 1991 AP1                 | 14 gennaio 1991   | E. F. Helin                                            |
| 7940 Erichmeyer       | 1991 EO1                 | 13 marzo 1991     | Oak Ridge Observatory                                  |
| 7941 -                | 1991 NE1                 | 12 luglio 1991    | H. E. Holt                                             |
| 7942 -                | 1991 OK1                 | 18 luglio 1991    | H. Debehogne                                           |
| 7943 -                | 1991 PQ12                | 5 agosto 1991     | H. E. Holt                                             |
| 7944 -                | 1991 PR12                | 5 agosto 1991     | H. E. Holt                                             |
| 7945 Kreisau          | 1991 RK7                 | 13 settembre 1991 | F. Börngen, L. D. Schmadel                             |
| 7946 -                | 1991 RV13                | 13 settembre 1991 | H. E. Holt                                             |
| 7947 Toland           | 1992 BE2                 | 30 gennaio 1992   | E. W. Elst                                             |
| 7948 Whitaker         | 1992 HY                  | 24 aprile 1992    | Spacewatch                                             |
| 7949 -                | 1992 SU                  | 23 settembre 1992 | E. F. Helin                                            |
| 7950 Berezov          | 1992 SS26                | 28 settembre 1992 | L. V. Zhuravleva                                       |
| 7951 -                | 1992 WC2                 | 18 novembre 1992  | S. Ueda, H. Kaneda                                     |
| 7952 -                | 1992 XB                  | 3 dicembre 1992   | A. Natori, T. Urata                                    |
| 7953 Kawaguchi        | 1993 KP                  | 20 maggio 1993    | S. Otomo                                               |
| 7954 Kitao            | 1993 SQ2                 | 19 settembre 1993 | K. Endate, K. Watanabe                                 |
| 7955 Ogiwara          | 1993 WE                  | 18 novembre 1993  | T. Urata                                               |
| 7956 Yaji             | 1993 YH                  | 17 dicembre 1993  | T. Kobayashi                                           |
| 7957 Antonella        | 1994 BT                  | 17 gennaio 1994   | A. Boattini, M. Tombelli                               |
| 7958 Leakey           | 1994 LE3                 | 5 giugno 1994     | C. S. Shoemaker, E. M. Shoemaker                       |
| 7959 Alysecherri      | 1994 PK                  | 2 agosto 1994     | C. W. Hergenrother                                     |
| 7960 Condorcet        | 1994 PW16                | 10 agosto 1994    | E. W. Elst                                             |
| 7961 Ercolepoli       | 1994 TD2                 | 10 ottobre 1994   | V. S. Casulli                                          |
| 7962 -                | 1994 WG3                 | 28 novembre 1994  | S. Ueda, H. Kaneda                                     |
| 7963 Falcinelli       | 1995 CA                  | 1 febbraio 1995   | Stroncone                                              |
| 7964 -                | 1995 DD2                 | 23 febbraio 1995  | Y. Shimizu, T. Urata                                   |
| 7965 Katsuhiko        | 1996 BD1                 | 17 gennaio 1996   | K. Endate, K. Watanabe                                 |
| 7966 Richardbaum      | 1996 DA                  | 18 febbraio 1996  | T. Kobayashi                                           |
| 7967 Beny             | 1996 DV2                 | 28 febbraio 1996  | Z. Moravec                                             |
| 7968 Elst-Pizarro     | 1996 N2                  | 14 luglio 1996    | E. W. Elst, G. Pizarro                                 |
| 7969 -                | 1997 RP3                 | 5 settembre 1997  | Y. Shimizu, T. Urata                                   |
| 7970 Lichtenberg      | 6065 P-L                 | 24 settembre 1960 | C. J. van Houten, I. van Houten-Groeneveld, T. Gehrels |
| 7971 Meckbach         | 9002 P-L                 | 17 ottobre 1960   | C. J. van Houten, I. van Houten-Groeneveld, T. Gehrels |
| 7972 Mariotti         | 1174 T-1                 | 25 marzo 1971     | C. J. van Houten, I. van Houten-Groeneveld, T. Gehrels |
| 7973 Koppeschaar      | 1344 T-2                 | 29 settembre 1973 | C. J. van Houten, I. van Houten-Groeneveld, T. Gehrels |
| 7974 Vermeesch        | 2218 T-2                 | 29 settembre 1973 | C. J. van Houten, I. van Houten-Groeneveld, T. Gehrels |
| 7975 -                | 1974 FD                  | 22 marzo 1974     | C. Torres                                              |
| 7976 Pinigin          | 1977 QT2                 | 21 agosto 1977    | N. S. Chernykh                                         |
| 7977 -                | 1977 QQ5                 | 21 agosto 1977    | R. H. McNaught                                         |
| 7978 Niknesterov      | 1978 SR4                 | 27 settembre 1978 | L. I. Chernykh                                         |
| 7979 Pozharskij       | 1978 SV7                 | 26 settembre 1978 | L. V. Zhuravleva                                       |
| 7980 Senkevich        | 1978 TD2                 | 3 ottobre 1978    | N. S. Chernykh                                         |
| 7981 Katieoakman      | 1978 VL10                | 7 novembre 1978   | E. F. Helin, S. J. Bus                                 |
| 7982 Timmartin        | 1979 MX5                 | 25 giugno 1979    | E. F. Helin, S. J. Bus                                 |
| 7983 Festin           | 1980 FY                  | 16 marzo 1980     | C.-I. Lagerkvist                                       |
| 7984 Marius           | 1980 SM                  | 29 settembre 1980 | Z. Vávrová                                             |
| 7985 Nedelcu          | 1981 EK10                | 1 marzo 1981      | S. J. Bus                                              |
| 7986 Romania          | 1981 EG15                | 1 marzo 1981      | S. J. Bus                                              |
| 7987 Walshkevin       | 1981 EV22                | 2 marzo 1981      | S. J. Bus                                              |
| 7988 Pucacco          | 1981 EX30                | 2 marzo 1981      | S. J. Bus                                              |
| 7989 Pernadavide      | 1981 EW41                | 2 marzo 1981      | S. J. Bus                                              |
| 7990 -                | 1981 SN1                 | 26 settembre 1981 | N. G. Thomas                                           |
| 7991 Kaguyahime       | 1981 UT7                 | 30 ottobre 1981   | H. Kosai, K. Hurukawa                                  |
| 7992 Yozan            | 1981 WC                  | 28 novembre 1981  | T. Furuta                                              |
| 7993 Johnbridges      | 1982 UD2                 | 16 ottobre 1982   | A. Mrkos                                               |
| 7994 Bethellen        | 1983 CQ2                 | 15 febbraio 1983  | E. Bowell                                              |
| 7995 Khvorostovsky    | 1983 PX                  | 4 agosto 1983     | L. G. Karachkina                                       |
| 7996 Vedernikov       | 1983 RX3                 | 1 settembre 1983  | L. G. Karachkina                                       |
| 7997 -                | 1985 CN1                 | 13 febbraio 1985  | H. Debehogne                                           |
| 7998 Gonczi           | 1985 JK                  | 15 maggio 1985    | E. Bowell                                              |
| 7999 Nesvorný         | 1986 RA3                 | 11 settembre 1986 | E. Bowell                                              |
| 8000 Isaac Newton     | 1986 RL5                 | 5 settembre 1986  | H. Debehogne                                           |